# Suizid
Ein Suizid (veraltet auch Suicid; von lateinisch sui „seiner selbst“ und caedere „fällen, niederschlagen, töten“) ist die vorsätzliche Beendigung des eigenen Lebens. Synonym werden Selbstmord, Selbsttötung, Selbstentleibung und Freitod verwendet. Der Begriff Suizidalität beschreibt einen psychischen Zustand, in dem Gedanken, Phantasien, Impulse und Handlungen anhaltend, wiederholt oder in krisenhaften Zuspitzungen darauf ausgerichtet sind, gezielt den eigenen Tod herbeizuführen.

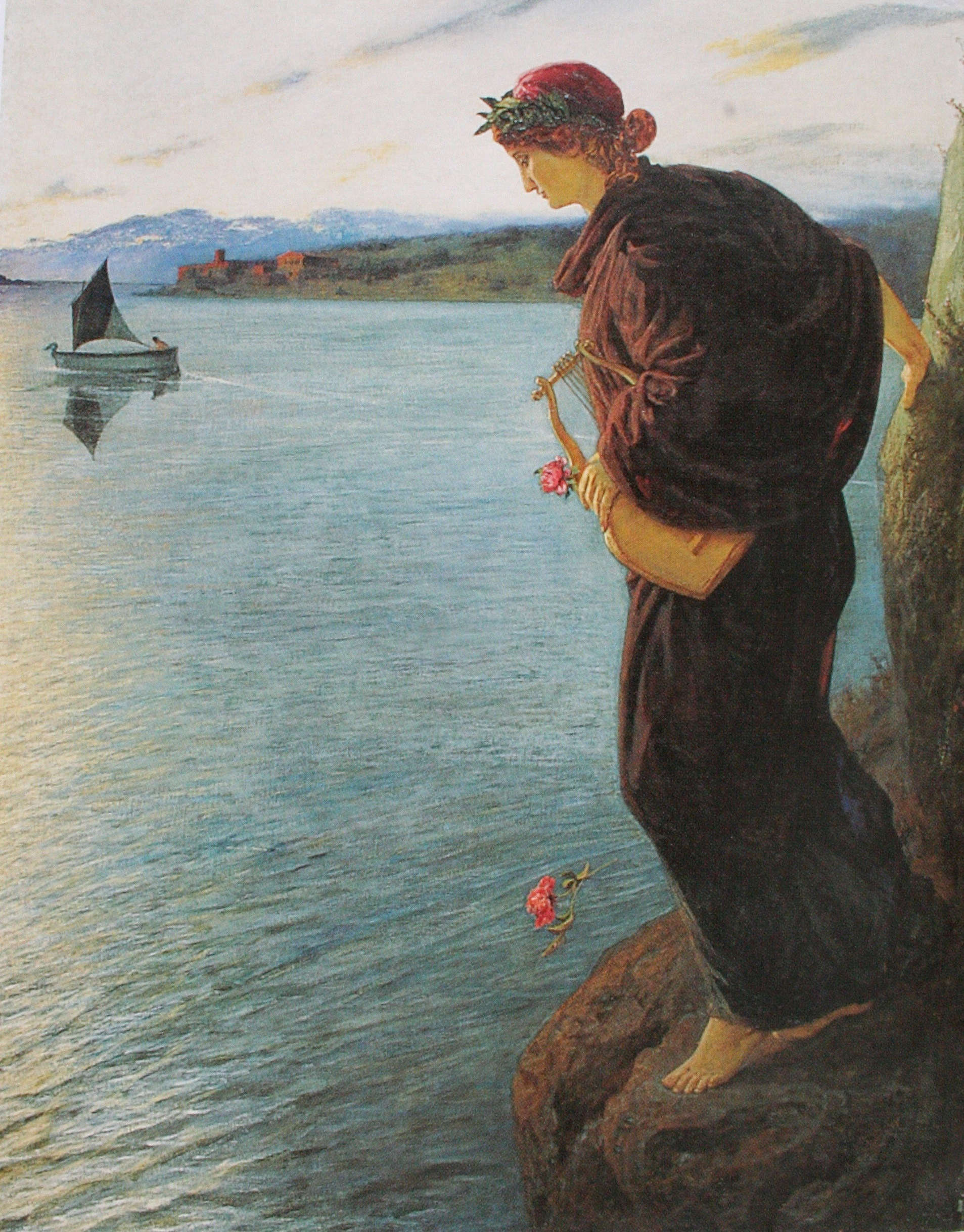
Die griechische Dichterin Sappho stürzte sich der Legende nach aus unerwiderter Liebe zum Fährmann Phaon von einem Felsen

## Überblick
Suizid ist ein komplexes Phänomen. Die Selbsttötung sollte nach der Weltgesundheitsorganisation (WHO) aufgrund der Häufigkeit als „gesundheitspolitische Priorität“ betrachtet werden. Suizide können aufgrund von unterschiedlichsten Beweggründen vollzogen werden; die weltanschauliche und juristische Einordnung ist höchst heterogen. Während nach der Jahrtausendwende verschiedene Gerichtsurteile in Europa den Suizid als Menschenrecht einordnen, wurden historisch Suizidenten etwa auch postum zum Tode verurteilt.
Weltweit begingen im Jahr 2016 geschätzt 793.000 Personen Suizid, somit 10,5 Personen pro 100.000 Menschen. In Deutschland wurden 10.000 vollzogene Suizide erfasst und sind somit 13,6 pro 100.000 bei den Männern (70 % aller Suizide in Deutschland) und 4,8 Suiziden pro 100.000 bei den Frauen. Global liegt das Verhältnis von Männern zu Frauen bei etwa 1,8.
Suizid war 2016 die zweithäufigste Todesursache der 15- bis 29-Jährigen. Am häufigsten waren Suizide mit Pestiziden und Schusswaffen; auch Erhängen war eine häufige Methode des Suizids. Suizid kann aktiv und passiv begangen werden, auch durch den Verzicht auf Medikamente.
Eine Suizidhandlung ohne Todesfolge wird als Suizidversuch bezeichnet. Versuche sind um geschätzt Faktor 10 häufiger als vollendete Suizide. Vorherige Suizidversuche sind der größte Risikofaktor für vollendete Suizide.
Aus Perspektive der klinischen Psychologie und Psychiatrie sind Suizidhandlungen oft Symptom einer psychischen Störung. Bei psychotherapeutischer oder psychiatrischer Behandlung und durch verschiedene Präventionsmaßnahmen lassen sich Suizidhandlungen verhindern. Über diese Betrachtung hinaus gibt es beispielsweise auch das kontrovers diskutierte Konzept der Beihilfe zur Selbsttötung und den umstrittenen Begriff des Bilanzsuizid. Grundsätzlich geht die WHO davon aus, dass Suizidhandlungen und Suizidalität stigmatisierend sind und einem Tabu unterliegen. Die WHO bemängelt darüber hinaus die grundlegende Unterschätzung des Themas Suizid. So sei mit Stand 2018 erst in „wenigen Ländern“ die Suizidprävention eine Priorität in der Gesundheitspolitik, lediglich 38 Staaten hätten überhaupt eine Präventionsstrategie.
Als eigenständige Wissenschaft, die sich mit dem Suizid besonders aus psychiatrisch-medizinischer Sicht beschäftigt, hat sich im 20. Jahrhundert die Suizidologie herausgebildet.

## Benennung
Suizid wurde in Gesellschaften und Epochen unterschiedlich bewertet, was sich auch sprachlich ausdrückt.
Im Deutschen sind vier Wörter verbreitet: Selbstmord, Suizid, Freitod und Selbsttötung. Innerhalb der Fachwelt ist Suizid etabliert. Das Wort ist wie das bis ins 20. Jahrhundert benutzte neulateinische Wort Suicidium ein Neologismus. Erstmals wurde das Wort 1897 von dem französischen Soziologen Émile Durkheim verwendet. Historisch wurde fachsprachlich Tentamen suicidii für Suizidversuch verwendet. Zu weiteren, nicht mehr gebräuchlichen Synonyma gehört auch lateinisch Propricidium.
Alltagssprachlich wird der Begriff Selbstmord gebraucht, wobei dieser Begriff von einigen Medien nicht verwendet und von einigen Fachleuten abgelehnt wird. Dem liegt zu Grunde, dass dieser Begriff eine Wertung impliziere und die juristische Definition von Mord nicht erfüllt sei. Darüber hinaus sei Suizid ein komplexes Phänomen, welches neben den Suizidenten auch Dritte betreffen kann. Nach einem 2004 von Peter Helmich im Deutschen Ärzteblatt veröffentlichten Artikel erschwere die wertende Begrifflichkeit die Trauerarbeit der Hinterbliebenen. Nach Barbara Schneider, stellvertretende Vorsitzende der Deutschen Gesellschaft für Suizidprävention, trage das Tabu „Selbsttötung“, welches durch den Gebrauch des Begriffs Selbstmord bestärkt wird, zur Erschwernis der Präventionsarbeit bei.

„Den Tod-Unglücklichen, Depressiven oder wahnhaft Gestörten gebührt Respekt, Verstehen, Mitleid und therapeutisches Bemühen; ihre Angehörigen bedürfen und verdienen Mitgefühl […]. Kein Wort ist unangemessener als ‚Selbstmord‘ für ein solches Schicksal.“

Das Bedeutungsspektrum des zugrundeliegenden lateinischen Wortes caedere ist weiter gefasst als nur „töten“ oder „morden“ und umfasst in einem allgemeineren Sinn Handlungen wie „niederhauen“ und „fällen“. Dies unterstreicht nach Helmich die unterschiedlichen Möglichkeiten der Einordnung.
Trotzdem ist die umgangssprachliche Bezeichnung nach wie vor und neben diversen euphemistischen Formulierungen gängig. Letztere lauten etwa „sich das Leben nehmen“ oder „Hand an sich legen“ (statt sich suizidieren, Suizid begehen oder sich selbst töten) und stellen eine Möglichkeit zur Distanzierung dar.
Die Bezeichnung Selbsttötung wird amtssprachlich verwendet. Dabei bleibt der Unterschied zwischen Vorsatz und Fahrlässigkeit (beispielsweise selbstverschuldeter Unfall mit Todesfolge) offen.

### Selbstmord
Selbstmord ist die historisch älteste deutschsprachige Bezeichnung für einen Suizid. Der ursprünglich nicht wertende Begriff ist keine eigentliche deutsche Wortschöpfung, sondern entstand als Lehnübersetzung des neulateinischen suicidium im 17. Jahrhundert. Das Wort Selbstmörder erschien im 16. Jahrhundert, erstmals bei Martin Luther als „sein selbs mörder“ (seiner selbst Mörder).
Die indogermanische Wurzel des Wortes Mord bedeutet „aufgerieben werden, zerreiben“ (vgl. aus derselben Sprachwurzel mürbe und Schmerz). Das Wort bedeutete ursprünglich „Tod“ (vgl. das verwandte lateinische Wort mors für „Tod“). Doch schon in altgermanischer Zeit hatte sich die Wortbedeutung bei vielen Stämmen verschoben und stand für „absichtliche, heimliche Tötung“.
1652 wurden durch John Donne die Begriffe self murder für den verwerflichen Selbstmord und self-homicide für den nicht von vornherein verwerflichen Suizid in der englischen Sprache etabliert.
Fritz Mauthner plädierte in seinem Wörterbuch der Philosophie (1923) dafür, den Begriff Selbstmord durch Freitod zu ersetzen: „[Ich bin] geneigt, den neuen, nicht ganz einwandfrei gebildeten Ausdruck Freitod – im D. W. noch nicht gebucht – dem alten und an die Sprache des Strafrechts erinnernden Worte Selbstmord vorzuziehen. […] Jean Paul konnte die Umformung Selbermord wagen; immer knüpft die Vorstellung an die des Verbrechens an, wie es denn im Französischen bis nach der Mitte des 18. Jahrhunderts homicie de soi-même hieß. Freitod erinnert mich, wie Freitreppe, Freistatt, an etwas, das ins Freie führt, das Freiheit gewährt.“
In den mit der Erscheinung befassten Wissenschaften wird der Begriff Selbstmord heute meist abgelehnt, da in ihm eine Beurteilung der Tat gesehen wird, die nach allgemeiner Ansicht vermieden werden soll. Fred Dubitscher sagte, Selbstmord sei „kein Mord im eigentlichen Sinn und kein Verbrechen“. Adrian Holderegger formulierte: „Dieses Residuum eines religiösen Vorurteils und einer veralteten Rechtsauffassung hat in einem modernen Beurteilungsschema keinen Platz mehr“.

### Freitod
Die Bezeichnung Freitod geht davon aus, dass sich ein Mensch im Vollbewusstsein seines Geistes und selbstbestimmt tötet. Nach der Deutschen Gesellschaft für Suizidprävention ist dies allerdings nicht der Fall. Überlebende eines Suizidversuchs berichteten, dass „sie sich zu diesem Zeitpunkt nicht frei gefühlt haben, Entscheidungen zu treffen.“
Der Begriff wurde Anfang des 20. Jahrhunderts aus Friedrich Nietzsches Vom freien Tode gebildet, einem Kapitel in seinem Werk Also sprach Zarathustra. Wer einen freien Tod vorhat, soll nach Nietzsche „zur rechten Zeit“ ein „edles“ Sterben wählen: „In eurem Sterben soll noch euer Geist und eure Tugend glühn, gleich einem Abendroth um die Erde: oder aber das Sterben ist euch schlecht gerathen.“
Ein Beispiel für einen Freitod aufgrund philosophischer Erwägungen kann im Tod des Sokrates gesehen werden, der auf eine Flucht verzichtete, das richterliche Urteil mit Respekt vor den Gesetzen annahm und bis zuletzt mit seinen Freunden philosophisch diskutierte. Auch Seneca, der bereits schwer krank gewesen war, nahm nach dem missglückten Anschlag auf Kaiser Nero sein Todesurteil im Geiste der Stoa als sittlich gleichgültiges Ding (Adiaphora) an und hat sich mit seinen Freunden mündlich und schriftlich ausführlich mit Sterben und Selbsttötung auseinandergesetzt. Dabei kritisierte er jene Philosophen, die Suizid zur Sünde erklärten.
Der Philosoph Wilhelm Kamlah sprach von einem Entschluss zur Selbsttötung nach reiflicher Überlegung und aus innerer Ruhe und Freiheit heraus und bezeichnete es als ein Grundrecht. Der Philosoph Ludger Lütkehaus plädierte ebenfalls dafür, die „Freiheit zum Tode“ zu respektieren.
Aus psychiatrischer Sicht handelt es sich um eine Form der rationalen Bewältigung suizidaler Tendenzen, wie sie etwa der schwer traumatisierte Schriftsteller Jean Améry 1978 vorgenommen hatte.
Der Duden bezeichnet den Begriff als Hüllwort.

### Assistierter Suizid und Tötung auf Verlangen
Wenn der Suizid mit Unterstützung durch eine andere Person vollzogen wird, spricht man je nach Tatherrschaft entweder vom „assistierten Suizid“ oder in der Rechtssprache von „Tötung auf Verlangen“ oder „Beihilfe zum Suizid“. Solche Formen der Sterbehilfe werden international kontrovers diskutiert und juristisch unterschiedlich geregelt. In der Geriatrie und Altenpflege wird eine Passive Sterbehilfe im Zusammenhang mit den Begriffen künstliche Ernährung und Sterbefasten oder Nahrungsverweigerung immer wieder thematisiert.

### Mittelbarer Suizid
Ein vor allem historisches Phänomen ist der „mittelbare Suizid“, der in der öffentlichen Verübung einer mit Todesstrafe versehenen Straftat bestand. Der Zweck war an sich die Selbsttötung, die im christlichen Glauben aber mit der ewigen Verdammnis bedroht war. Allerdings war es zum Tode Verurteilten möglich zu beichten, sodass sie nach der Religionslogik sündenfrei sterben konnten. Damit war es Menschen, die an ihrem Leben verzweifelten, möglich, die eigene Tötung durch das weltliche Gesetz zu erzwingen, ohne deswegen „in die Hölle“ zu kommen.

## Ursachen

### Heutige Ansichten
Die häufigste Ursache für einen Suizid bzw. Suizidversuch wird heute in diagnostizierbaren psychischen Erkrankungen gesehen. Je nach Schätzung werden ca. 90 % aller Suizide hierauf zurückgeführt. Da die Diagnose häufig erst nach einem erfolgreichen Suizid als Verdachtsdiagnose gestellt wird, ist diese Einteilung zumindest fragwürdig, da zur Diagnose nur die Suizidhandlung an sich und die Beschreibungen von Angehörigen herangezogen werden können. Letztere sind unter Umständen unvollständig oder fehlerhaft, oder es wird einzelnen Begebenheiten im Nachhinein eine unangemessene Bedeutung beigemessen (Recall Bias). Andere Studien betrachten nur Patienten mit bereits bekannter psychischer Krankheit und zeigen ebenfalls einen hohen Anteil von psychisch Kranken an den Suiziden; tendenziell wird dieser hier sogar unterschätzt, weil viele psychische Erkrankungen nicht diagnostiziert werden. Suizid kommt demnach vor allem bei Depressionen und manisch-depressiven Erkrankungen gehäuft vor.
Auch Arzneimittel können ein Verursacher suizidaler Gedanken sein. Meist ist die Basis der unerwünschten Arzneimittelwirkung die Steigerung oder das Auslösen einer Depression oder Psychose. Diese Nebenwirkung wurde bisher statistisch nachgewiesen bei Phosphordiesterasehemmern, Chinolonen, 5-Alpha-Reduktasehemmern, Bupropion und SSRI.
Suchterkrankungen, Persönlichkeitsstörungen und chronische Schmerzen spielen ebenfalls eine wichtige Rolle, haben aber auch fließende Übergänge zur Depression. Den Suizid auslösende Faktoren können dann zwar Lebenskrisen wie die Trennung vom Partner, Versagensängste oder der wirtschaftliche Ruin sein – als alleiniger Hintergrund eines Suizids kommt dies aber nur in ca. 5 bis 10 % der Fälle vor. Trotzdem ist davon auszugehen, dass sowohl eine innere wie eine äußere Ursache für eine Depression besteht, das heißt, ein für Depressionen anfälliger Patient wird durch seine Lebensumstände depressiv.
Studien der Psychiatrischen Universitätsklinik Zürich zeigen, dass tatsächlicher wie auch drohender Verlust des Arbeitsplatzes der Auslöser bei rund 20 % aller Selbsttötungen ist. Dabei wurden für die Jahre 2000 bis 2011 aufgrund von WHO-Daten 233.000 Suizide in 63 Ländern untersucht. 45.000 von ihnen standen in unmittelbarem oder mittelbarem Zusammenhang mit einem Verlust des Arbeitsplatzes. Zudem geht generell der Anstieg der Suizidrate einer höheren Arbeitslosigkeitsquote um etwa ein halbes Jahr voraus.
Eine schwedische Studie zeigt, dass das Suizidrisiko für Erwachsene, die als Jugendliche nicht körperlich fit waren, erhöht ist. Vor allem, wenn neben einer fehlenden körperlichen Fitness auch eine kognitive Beeinträchtigung besteht, ist die Suizidgefährdung stark erhöht.
Teilweise wird der Suizid als ein letzter Ausweg eines Menschen aus einem Leben angesehen, das von körperlichem oder psychischem Schmerz und Leiden bestimmt ist, welche sich mit den Mitteln der Medizin nicht lindern lassen; hierzu zählen auch tödlich verlaufende Erkrankungen, die zum Wunsch des Suizidenten führen, den Sterbeprozess abzukürzen. Auslösende Faktoren sind auch vom Kulturkreis abhängig. Beispielsweise ist der sogenannte Gesichtsverlust in Asien als Motiv für Suizide bekannt.

### Historische Deutungen
1897 analysierte der Soziologe Émile Durkheim die sozialen Zusammenhänge der Selbsttötung auf empirischer Grundlage mit seinem Werk über den Suizid (Le suicide). Er unterschied zwischen dem egoistischen, dem altruistischen, dem anomischen und dem fatalistischen Suizid.
Sigmund Freuds Postulat eines Todestriebs in seiner Schrift Jenseits des Lustprinzips (1920) hat mit dem Suizid allenfalls am Rande etwas zu tun. Vielmehr begriff Freud den „Todestrieb“ ganz allgemein als zerstörerischen Aspekt des Lebens, der auch schon bei Einzellern und Tieren vorzufinden sei. Das Konzept des Todestriebs, das Freud selbst als „Spekulation“ bezeichnete, war auch unter den Anhängern der Psychoanalyse von Anfang an umstritten.
Fritz Mauthner verglich in seinem Wörterbuch der Philosophie (1923) den Suizidenten mit einer an der Ufermauer stehenden Katze, die, weil sie von heißen Eisenstangen umzingelt ist, ins für sie tödliche Wasser springt. Wie die Katze, die sonst schwere Verbrennungen erlitten hätte, töten wir uns selbst also nur dann, wenn wir das Weiterleben als unerwünschter einschätzen als den Tod. Dann erst entstehe die Möglichkeit, dass bewusste Motive stärker als der Instinkt zur Selbsterhaltung werden.
Tausende von Texten aller Art über verschiedenste Aspekte des Suizids hat 1927 Hans Rost in einer Bibliographie zusammengestellt. Die „Suizid-Bibliothek“ aus Rosts Nachlass steht heute in der Staats- und Stadtbibliothek Augsburg, weite Teile davon sind auch auf Mikroform verfügbar (siehe Literatur).
Alfred Hoche (1865–1943) prägte den Begriff „Bilanzsuizid“ für eine Selbsttötung nach rationaler Abwägung der Lebensumstände. Bilanzsuizide im Sinne einer rational kalkulierten Entscheidung entsprechen einem subjektiven Empfinden. Viktor Frankl sprach sich daher dafür aus, die Bezeichnung „Bilanzsuizid“ ausschließlich für die Sicht des Betroffenen zu verwenden.

## Suizidprävention

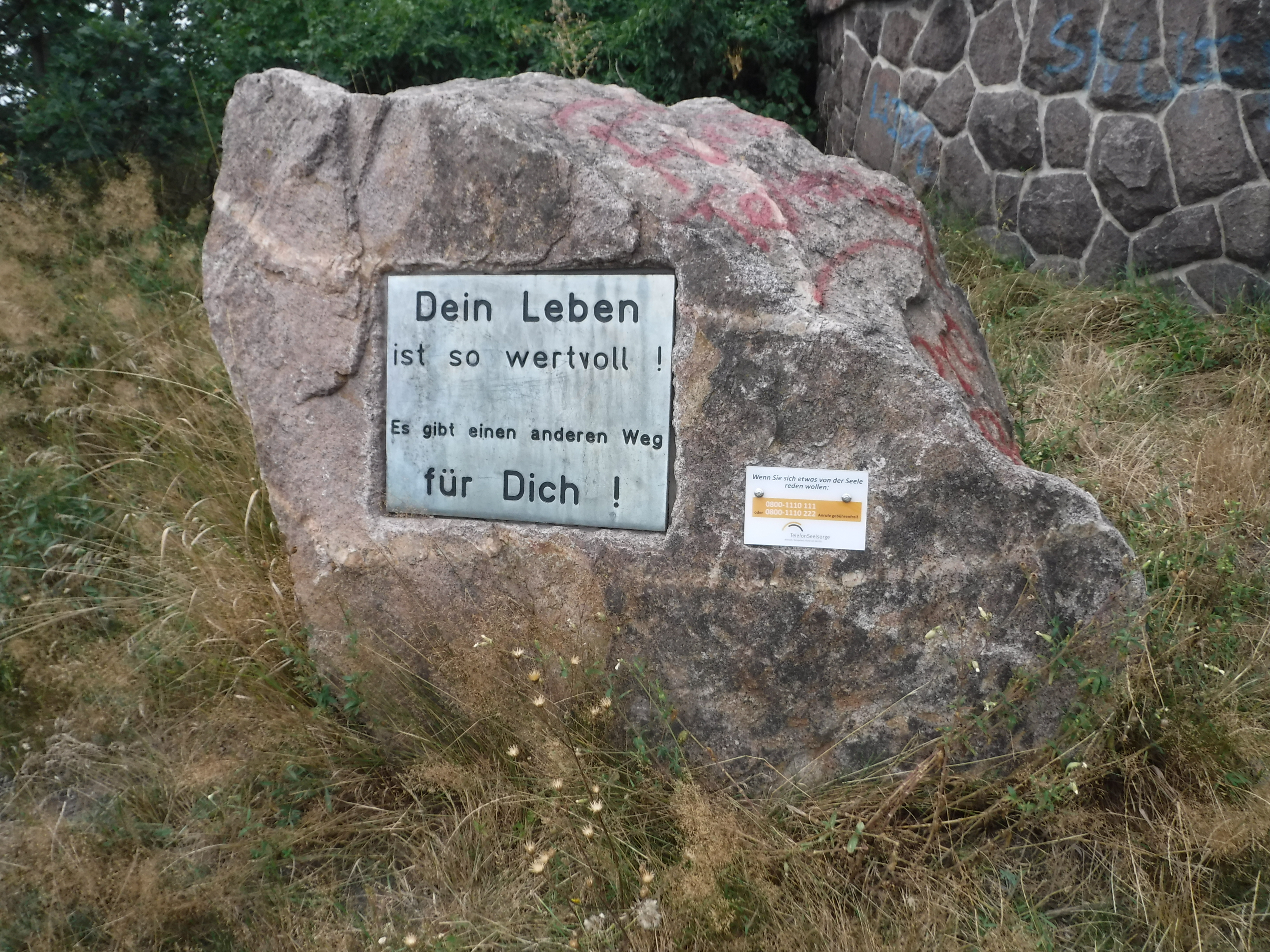
Hinweisschild auf der Deutschen Bosel/Sachsen mit Hinweis auf die Telefonseelsorge

Oft wird ein Suizid vorher angekündigt. Darüber hinaus gibt es einige Zeichen, die einem Suizid vorausgehen können. Erwin Ringel führte für drei solcher Symptome (Einengung des Denkens, Aggressionshemmung bzw. Aggressionsumkehr und Suizidfantasien) den Begriff präsuizidales Syndrom ein.
Psychologen vertreten den Standpunkt, dass solche Ankündigungen und Warnzeichen ernst zu nehmen seien und der Betroffene beim Verdacht einer Suizidalität offen darauf angesprochen werden solle. Sie argumentieren, dass Menschen, die durch Suizid sterben wollen, meist niemanden finden, mit dem sie über diese Gedanken sprechen könnten. Ein zentraler Punkt der Prophylaxe bestehe deshalb darin, Menschen zu helfen, über ihre Probleme und Suizidgedanken zu reden („Suizidpakt“), damit sie nicht in eine noch stärkere Isolation geraten. Aus diesem Gedanken heraus entstand in den 1950er Jahren die Telefonseelsorge als Einrichtung der Suizidprävention.
Das „Nürnberger Bündnis gegen Depression“, geleitet von dem Psychiater Ulrich Hegerl, untersuchte 2001 bis 2002, ob eine Aufklärungs- und Fortbildungskampagne über die Depression Suizide und Suizidversuche verhindern kann. Auf vier sich ergänzenden Interventionsebenen wurden Hausärzte geschult, eine professionelle PR-Kampagne gestaltet, Multiplikatoren wie Lehrer, Journalisten, Pfarrer und Pflegepersonal angesprochen und weitergebildet sowie Hilfsmaßnahmen und Informationsmaterialien für Betroffene und Angehörige angeboten. Nach zwei Jahren Intervention (2001 und 2002) ging die Gesamtzahl der Suizide und Suizidversuche im Vergleich zum Kontrolljahr 2000 und zur Kontrollregion Würzburg signifikant um 24 % zurück. Für Suizide allein war kein statistisch signifikanter Nachweis möglich, da die untersuchte Region und damit die Zahl der Suizide zu klein war und die zufälligen jährlichen Schwankungen zu stark.
Der österreichische Psychiater Erwin Ringel untersuchte Methoden, Suizide zu verhindern, und gründete 1948 in Wien das weltweit erste Zentrum zur Suizidprävention. Zudem veranlasste er 1960 die Gründung der International Association for Suicide Prevention (IASP) und wurde deren erster Vorsitzender. Gernot Sonneck führt die Suizidforschung in Österreich weiter und gründet mit seinen Mitarbeitern 2007 die Wiener Werkstätte für Suizidforschung.
Die Deutsche Gesellschaft für Suizidprävention (DGS) bietet Hintergrundinformationen zum gesamten Themenfeld Suizid: Prävention, Forschung, Praxishinweise, Literatur, Hilfeeinrichtungen und Ähnlichem. Im Dezember 2002 gründete diese Gesellschaft eine Initiativgruppe Nationales Suizidpräventionsprogramm für Deutschland. Bei dieser arbeiten über 70 Organisationen und fast 200 Experten mit. Sie versteht Suizidprävention nicht nur als gesundheitspolitische, sondern auch als eine gesellschaftliche Aufgabe. Mitte August 2011 sprach sich Gerd Storchmann vom Berliner Verein NEUhland für suizidgefährdete Jugendliche nach dem gemeinsamen Suizid dreier Mädchen in der Nähe von Cloppenburg dagegen aus, Internetforen zum Thema Suizid, durch die die drei sich möglicherweise kennengelernt hatten, „grundsätzlich zu verdammen“; diese müssten nicht immer negative Effekte haben.
Als Suizidprävention verstehbar (freilich zu Belastungen für Mitmenschen führend, etwa durch Schienensuizid oder Sturz in die Tiefe) sind
- das Fehlen von Ratgeber-Literatur mit sachlicher Information über schmerzfreie und rücksichtsvolle Methoden der Selbsttötung und
- die Behinderung von Beihilfe zur Selbsttötung durch standesrechtliche und gesetzliche Vorschriften.

Im Jahr 2003 wurde von der Weltgesundheitsorganisation (WHO) erstmals der 10. September als Welt-Suizid-Präventionstag ausgerufen. Mit diesem jährlichen Aktionstag soll in der Öffentlichkeit auf dieses Tabuthema aufmerksam gemacht werden, da Suizide nach Auffassung der WHO eines der größten Gesundheitsprobleme der Gegenwart darstellen.

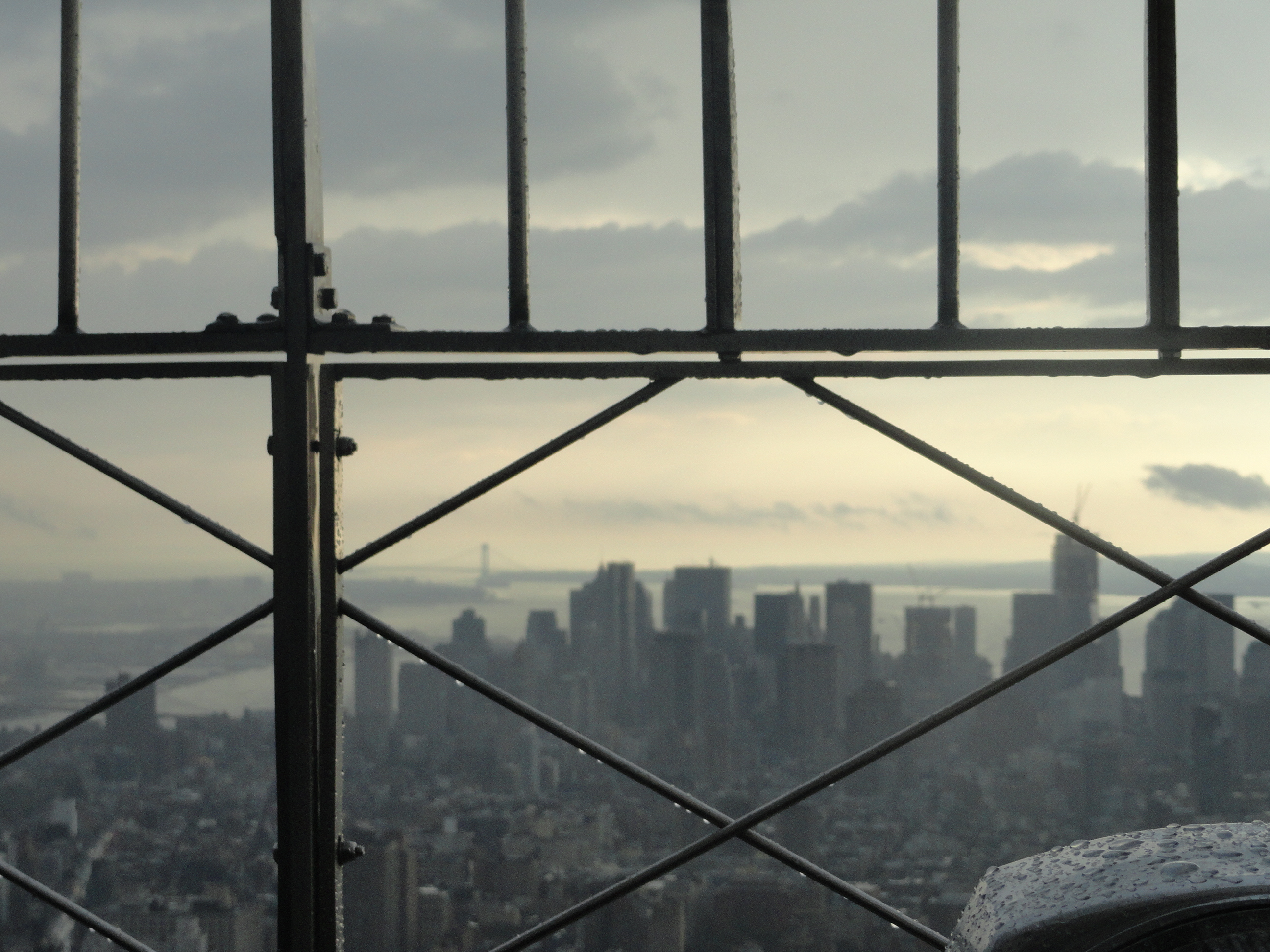
Gitter an der Aussichtsterrasse des Empire State Buildings

Als Prävention sind einige Gebäude mit hohen Aussichtsterrassen mit unbesteigbaren Gittern oder textilen Netzen ausgestattet. Im Juni 2014 wurde beschlossen, die Golden Gate Bridge, ein Bauwerk mit besonders vielen Suizidsprüngen, mit einem waagrechten Netz auszustatten, das Stürzende auffängt. Am Empire State Building ist das Geländer bis zur Decke durch ein Gitter aufgestockt: der untere Bereich mit einem für die Sicht günstigen Gitter mit diagonal gekreuzten Streben, darüber senkrechte Streben.

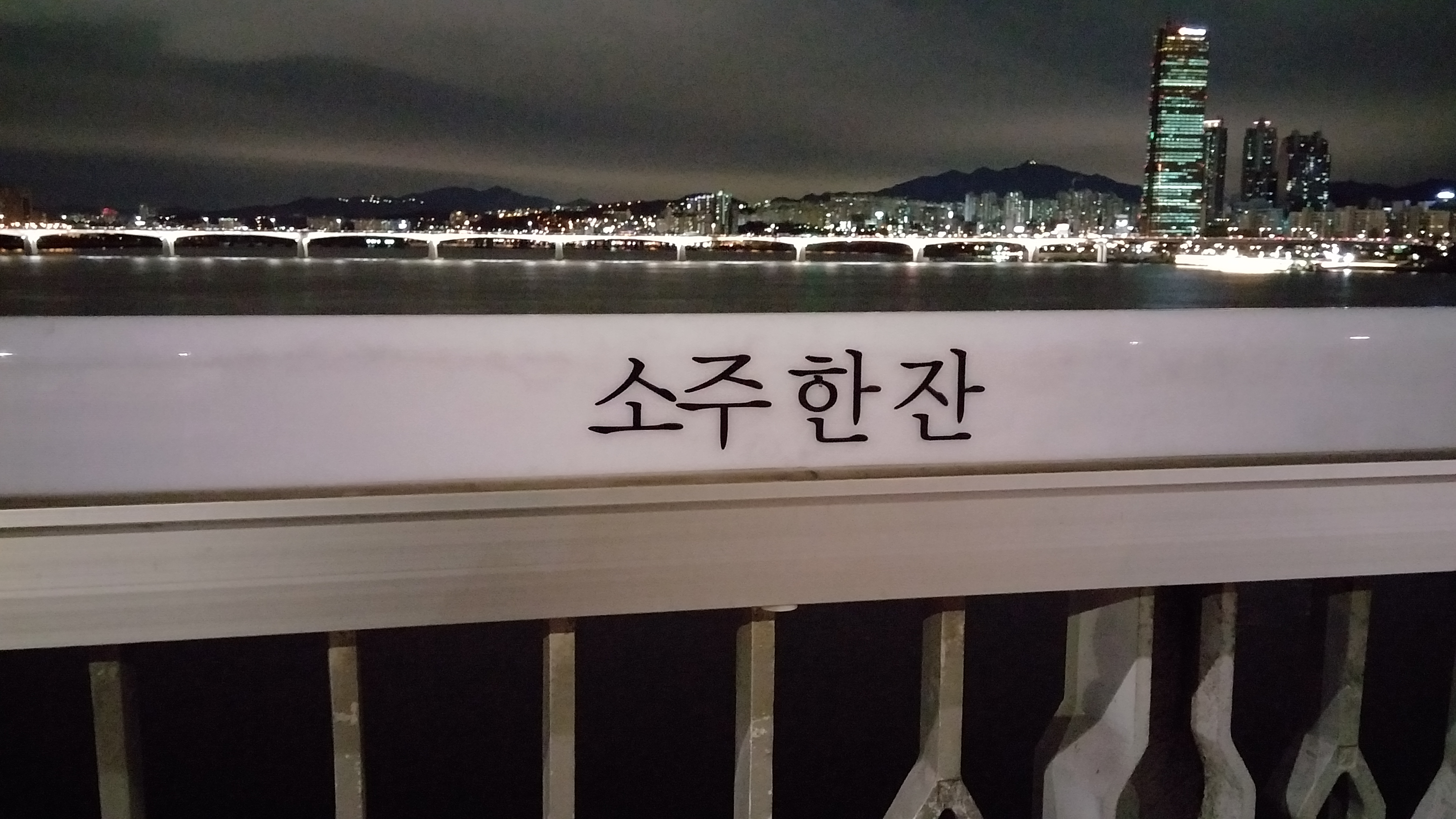
Ein beschriftetes Geländer der Mapo-Brücke in Seoul

In einigen Staaten, wie bspw. Südkorea, werden U-Bahngleise durch sogenannte Bahnsteigtüren gesichert. Durch Einsatz dieser gehen Suizide im U-Bahnverkehr stark zurück. In Seoul wurden an den Geländern der Brücken, die über den Han-Fluss führen, aufmunternde Worte und Sprüche angebracht, in der Hoffnung, Suizide zu verhindern. Diese in der Nacht beleuchtenden Sätze stammten von Bürgern der Stadt Seoul sowie ausgewählten Stars. Die Effektivität der Maßnahme wird untersucht.
Zur Vermeidung von Nachahmungstaten (siehe Werther-Effekt) empfiehlt der Deutsche Presserat in einer 1997 erstmals veröffentlichten Richtlinie Zurückhaltung bei der Berichterstattung über Suizidenten (siehe Werther-Effekt: Reaktion der Medien). In Südkorea wurden 2013 neue Richtlinien zur Berichterstattung über Suizide erlassen. Nach einer Studie von Jang et al. aus dem Jahr 2021 haben das Suizidpräventionsgesetz von 2012 und die dadurch angepassten Berichterstattungsrichtlinien zu einer Verringerung von Selbstmorden geführt.
Am Universitätsklinikum Frankfurt wurde Ende 2024 die erste Professur für Suizidologie und Suizidprävention in Deutschland eingerichtet.
Suizidprävention bei Jugendlichen:
Eine 2014 veröffentlichte Studie mit mehr als 44.000 Jugendlichen in Deutschland konnte insgesamt neun Faktoren identifizieren, die mit Suizidversuchen bei Jugendlichen in signifikantem Zusammenhang stehen. Es fanden sich acht Faktoren, die mit einem höheren Risiko für Suizidversuche bei Jugendlichen einhergingen:
- weibliches Geschlecht
- eine ärztlich gestellte ADHS-Diagnose
- aktuell ein Raucher zu sein
- innerhalb der letzten vier Wochen Rauschtrinken betrieben zu haben
- Schulverweigerung
- Migrationshintergrund
- elterliche Trennungserlebnisse, wie z. B. Scheidung sowie
- ein vernachlässigender Erziehungsstil in der Kindheit.

Der einzige Schutzfaktor, den Donath und Kollegen finden konnten, war ein autoritativer Erziehungsstil in der Kindheit. Dieser senkte später das Risiko, dass Jugendliche ernsthaft versuchten, sich umzubringen.
Die Forscher schlussfolgern aus diesen Erkenntnissen, dass der Erziehungsstil wesentlich ist und man hier schon sehr frühe Präventionsansätze entwickeln könnte, die Merkmale und Umsetzung des autoritativen Erziehungsstils im Alltag umfassen. Weiterhin wird vorgeschlagen, bestehende und akzeptierte Präventionsprogramme für Jugendliche, die z. B. auf Substanzkonsum abzielen (siehe Drogenprävention), im Sinne der Suizidprävention zu erweitern.

## Statistik

### Weltweit
< 1
1–5
5–5,8
5,8–8,5
8,5–12
12–19
19–22,5
22,5–26
26–29,5
29,5–33
33–36,5
Nach dem Welt-Suizid-Report der Weltgesundheitsorganisation (WHO) nahmen sich 2012 etwa 804.000 Menschen weltweit das Leben. Dies entspricht 11,4 pro 100.000 Menschen. Im Jahr 2012 war Suizid nach Verkehrsunfällen die zweithäufigste Todesursache für 15- bis 29-Jährige.
Eine Übersicht über die Suizidraten weltweit im Vergleich findet sich in der Liste der Suizidraten nach Ländern. Ein weltweiter Durchschnittswert ist aufgrund mangelhafter Datenlage nicht zu bestimmen.
Innerhalb der OECD schwankte die Suizidrate (Suizide pro 100.000 Einwohner/Jahr) in den Jahren 1960 bis 2005 zwischen 11 und 16. Seit einem Spitzenwert von 16,0 im Jahr 1984 nahm die Suizidrate stetig ab und stand 2005 bei 11,4.
In der Europäischen Union starben nach einer Meldung der EU-Kommission aus dem Jahr 2005 jährlich 58.000 Menschen durch Suizid, wobei die meisten dieser Fälle Personen betrafen, die an Depressionen litten. An anderen Todesursachen führt dieselbe Meldung jährlich 50.700 Verkehrstote und 5.350 Opfer von Gewaltverbrechen an.
Die Suizidrate ist stark geschlechtsabhängig; die Rate ist bei Männern konsistent höher als bei Frauen. In wohlhabenden Ländern liegt der Anteil der Männer bei etwa 75 %, in ärmeren bei etwa 60 %. Bangladesch und China sind die einzigen Länder, in denen der Anteil der Frauen den der Männer übersteigt.
Die höchste Suizidrate weltweit wird aus Sri Lanka gemeldet, mit 35,3 im Jahr 2015 (Männer 58,7; Frauen 13,6), die höchste Suizidrate unter Frauen aus Südkorea mit 16,4 im Jahr 2015 (Männer 40,4; Durchschnitt 28,3). Die höchste Suizidrate in Europa wurde in Litauen gemessen, mit 32,7 im Jahr 2015 (Männer 58,0, Frauen 11,2). Die geringsten gemeldeten Suizide erfolgten zum Ende des 20. Jahrhunderts in Südamerika, Afrika (insbesondere Ägypten) und manchen asiatischen Länder. Die niedrigsten Suizidraten in Europa wurden in Griechenland gemessen, mit 4,3 im Jahr 2015 (Männer 7,1, Frauen 1,7) und in Albanien, mit ebenfalls 4,3 im Jahr 2015 (Männer 5,9, Frauen 2,7).
Die Suizidrate ist auch altersabhängig, allerdings variiert diese Abhängigkeit kulturell stark. Weltweit liegt sie bei Personen ab 70 Jahren am höchsten.
In Südkorea steigt die Suizidrate mit zunehmendem Alter stetig an, nimmt dagegen in Norwegen und Neuseeland ab, während sie in Ländern mit niedriger Suizidrate wie Portugal, Griechenland oder Italien kaum eine Altersabhängigkeit aufweist.

### Deutschland

#### Häufigkeit

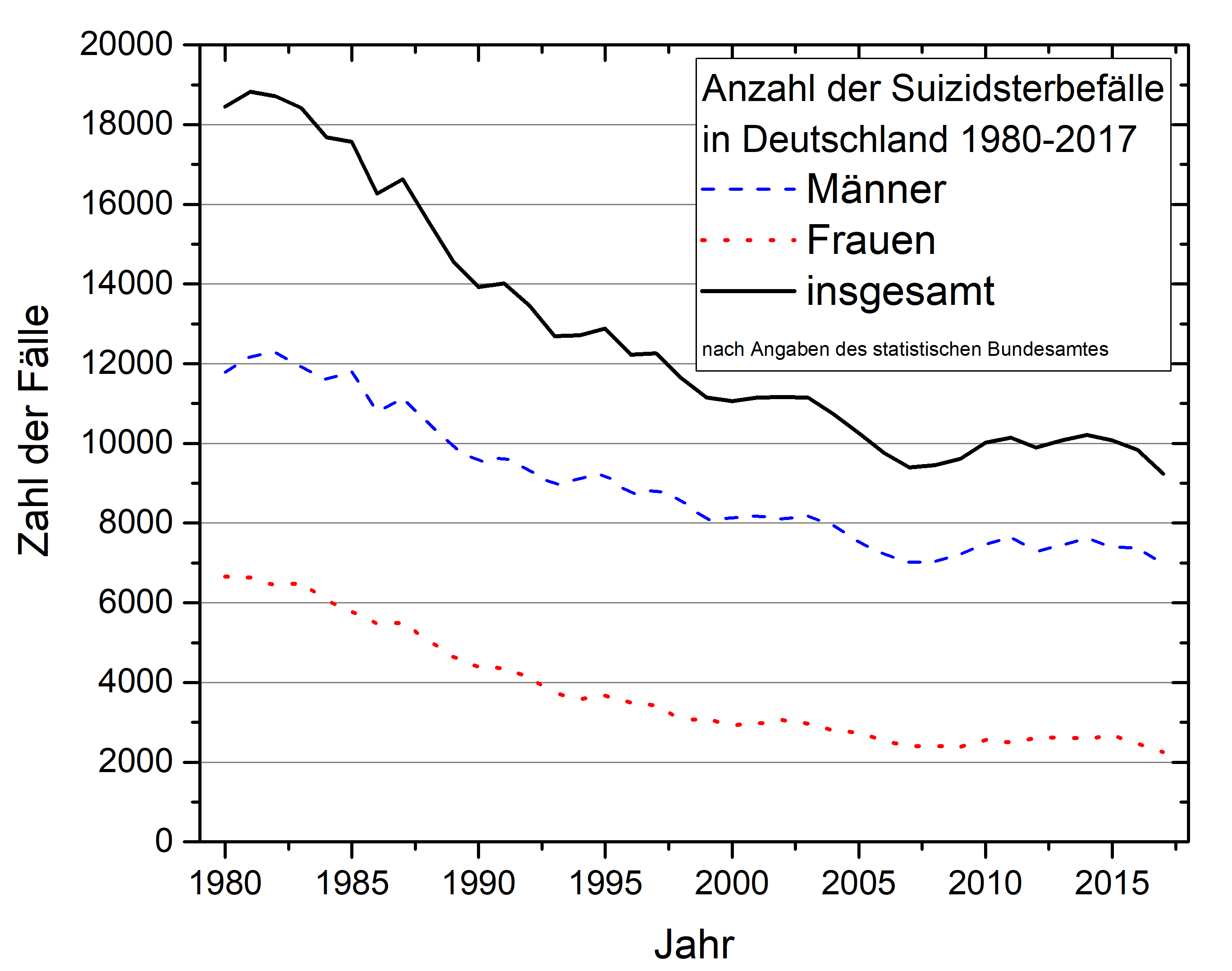
Anzahl der Suizidsterbefälle pro Jahr in Deutschland 1980–2017

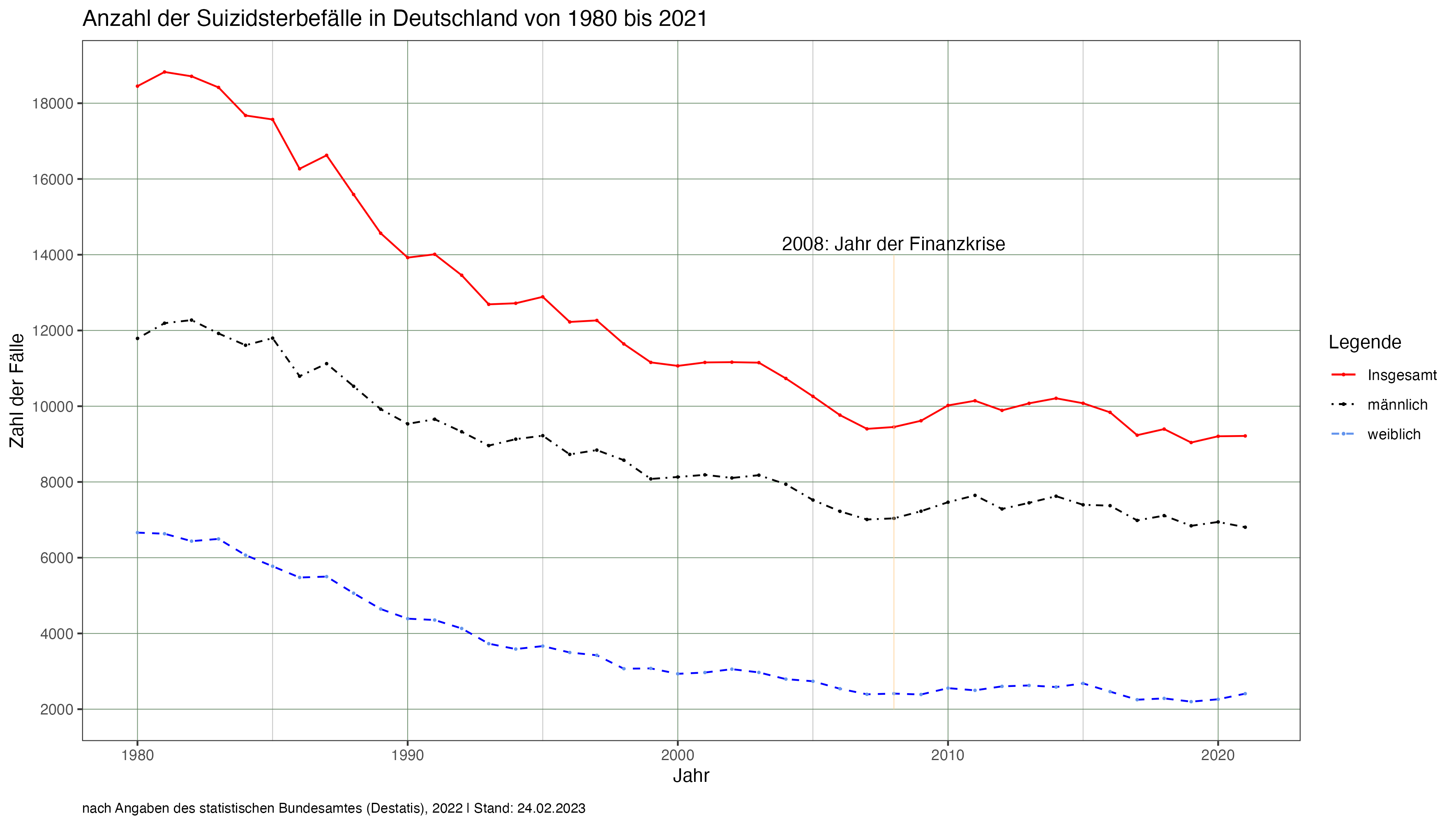
Anzahl der Suizidsterbefälle pro Jahr in Deutschland 1980–2021

Bei Suiziden ist im Allgemeinen eine hohe Dunkelziffer anzunehmen.
In Deutschland wird bei 1,1 % aller Todesfälle Suizid als Ursache amtlich festgestellt. Todesfälle mit äußerer Ursache werden zu 31 % als Suizid, zu 60 % als Unfall klassifiziert, in den Unfällen enthalten: Stürze 25 % und 17 % Verkehrstod.
Seit dem Jahr 2000 werden in Deutschland 9.000 bis 11.000 Suizide pro Jahr registriert, das sind 11 je 100.000 Einwohner und Jahr.
Die Zahl der Suizide in Deutschland sank seit 1980, wobei von 2007 bis 2014 eine Stagnation zu sehen war.
Als Gründe für Veränderungen werden die Krankheitslast durch psychische Störungen, speziell Depressionen, eine verbesserte fachärztliche Versorgung, die Enttabuisierung psychischer Erkrankungen und Probleme der methodischen Erfassung angesehen. So wurde in der Zwischenzeit die Kategorie der „unklaren Todesursache“ eingeführt, und unter den vermeintlichen 1.000 Drogentoten pro Jahr dürfte es ebenfalls eine hohe Anzahl von Suizidenten geben, ganz abgesehen von denen, die an Alkohol-Missbrauch (>70.000) und als Folge des Tabakrauchens (>110.000) starben. Eine realistische Schätzung der tatsächlichen Suizidzahlen ist über der statistisch erfassten Anzahl anzusiedeln.
Nach der Veröffentlichung von Goethes Roman Die Leiden des jungen Werthers war es 1774 zu einer Suizidwelle gekommen, wobei zahlreiche Tode deutlich als Nachahmung der Roman-Vorlage erkennbar waren. In der wissenschaftlichen Literatur werden die Nachahmer-Suizide deswegen als „Werther-Effekt“ bezeichnet. Inzwischen haben zahlreiche Studien (wie beispielsweise zweimalige Zunahme nach der Erstausstrahlung und Wiederholung des Filmes Tod eines Schülers) einen Zusammenhang zwischen der Berichterstattung über Suizide und einem Anstieg der Taten bestätigt. Deswegen mahnt der Deutsche Presserat die Medien in seinem Kodex bei der Berichterstattung über Suizide zur Zurückhaltung. Die mediale Berichterstattung über den Suizid des Fußball-Torhüters Robert Enke hatte womöglich einen Einfluss auf die Anzahl der Suizide 2009. Diese Deutung wird jedoch durch den ebenso starken Anstieg 2010 und den weiteren Anstieg auch 2011 relativiert.

##### Region

Suizide je 100.000 Einwohner auf Kreis- und Bundeslandebene zwischen 2013 und 2015

Innerhalb Deutschlands bestehen signifikante regionale Unterschiede. Die Anzahl der Suizide je 100.000 Einwohner und Jahr in verschiedenen Bundesländern unterscheidet sich bis zum Faktor 2. Ähnlich große Unterschiede (Faktor 1,5) finden sich auch bei anderen Aufteilungen von Deutschland in die frühere Bundesrepublik und neue Länder einschließlich Ost-Berlin. Forscher führen dies jedoch weniger auf die Gesellschaftsordnung zurück, da das Territorium der DDR hauptsächlich Gebiete wie Sachsen und Thüringen umfasste, die schon im Deutschen Reich erhöhte Suizidraten aufwiesen. Sachsen, Sachsen-Anhalt und Thüringen gehören aktuell weiterhin zu den Bundesländern mit erhöhten Suizidraten.

##### Alter und Geschlecht

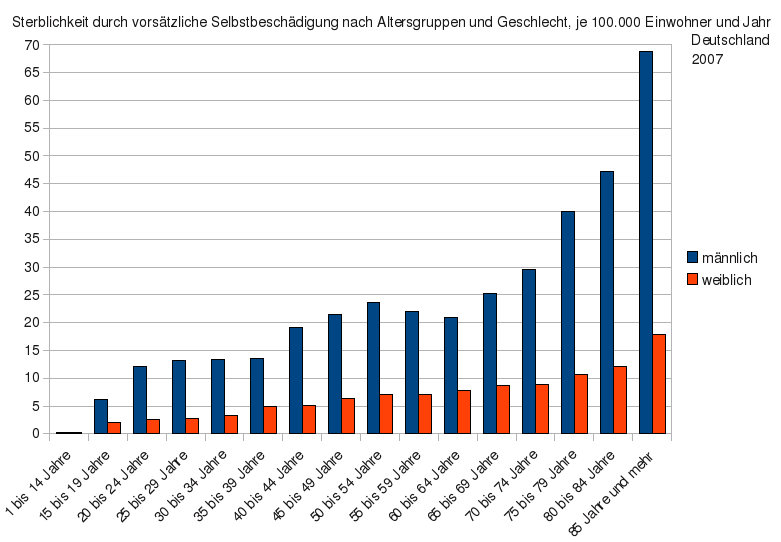
Sterblichkeit durch vorsätzliche Selbstbeschädigung je nach Alter und Geschlecht

Die Sterblichkeit durch Suizid ist sehr stark abhängig von Alter und Geschlecht. So waren Kinder im Jahr 2007 mit einer Sterblichkeit von weniger als 0,3 je 100.000 Einwohner betroffen. In der Gruppe der 15- bis 19-Jährigen betrug die Sterblichkeit 2,1 (weiblich) bzw. 6,2 (männlich) je 100.000 Einwohner und stieg bei den 85-Jährigen und Älteren auf 18 bzw. 69 je 100.000 Einwohner. Der Anteil von Selbsttötungen an den Todesursachen erreicht dennoch bei jungen Erwachsenen sein Maximum, da deren Sterblichkeit durch Krankheit sehr niedrig ist. In der Altersgruppe der 15- bis 35-Jährigen war Suizid Ursache in einem von sechs Todesfällen (17 %). Insgesamt betrug die Suizidsterblichkeit von weiblichen Personen 5,7, von männlichen 17 je 100.000 Einwohner. Von den 9.402 Suiziden wurden 7009 (74,5 %) von Männern ausgeführt. Wegen der bei Frauen schneller abnehmenden Suizidzahlen hat dieser Anteil steigende Tendenz.

##### Jahreszeit
Die Zahl der Suizide ist auch einer jahreszeitlichen Schwankung unterworfen. 2006 nahmen sich während der Frühlings- und Sommermonate mehr Menschen das Leben als während der Herbst- und Wintermonate. Von März bis Juli lag der Anteil an den Suiziden des Jahres über dem Anteil des Monats am Jahr, besonders deutlich im Mai und Juli, von August bis Februar lag der Suizidanteil dagegen gleichmäßig unter den Jahresanteilen.

##### Berufsgruppen, soziale Gruppen
Die Suizidrate von Ärzten ist bis zu 3,4-mal höher als die anderer Bürger, bei Ärztinnen ist die Rate bis zu 5,7-mal erhöht. Neben der berufsbedingten dauerhaften Beschäftigung mit belastenden Themen wie Krankheit und Tod ist eine mögliche Erklärung für diese hohe Rate, dass Ärzte sowohl die Expertise als auch Zugang zu Mitteln zur Ausführung eines Suizids besitzen, über die andere Bevölkerungsgruppen seltener verfügen.
In Strafvollzugsanstalten ist der Suizid die häufigste Todesursache. Auch der prozentuale Anteil an der sozialen Gruppe übersteigt den anderer Gruppen deutlich. Es gab 1987 Angaben von einer zehn Mal höheren Rate. Im selben Jahr nahm das Bundesverfassungsgericht die Verfassungsbeschwerde des Strafgefangenen Günther Adler nicht an, der aufgrund der selbst angenommenen „Aussichtslosigkeit“ seines Lebens vom Staat Hilfe zur Selbsttötung einklagen wollte.

#### Methoden
Bei den Suiziden in Deutschland wurden folgende Todesursachen erfasst:
- Erhängen/Erdrosseln/Ersticken 48 %
- Sturz in die Tiefe 10 %
- Vergiftung durch Medikamente oder andere chemische Stoffe 8 %
- Sich vor fahrende Züge oder Autos werfen (Schienensuizid, Straßensuizid) 6 %
- Vergiftung durch Gase (meist Kohlenstoffmonoxid) 5 %
- Erschießen (meist Kopfschuss) 5 %

Männer griffen häufiger zu den sogenannten „harten“ Suizidmethoden des Erhängens, Erdrosselns oder Erstickens als Frauen, die wiederum häufiger „weiche“ Methoden wie eine Vergiftung mit einer Überdosierung von Medikamenten etc. anwendeten.
Im Jahr 2008 nahmen sich auf deutschen Bahnstrecken 714 Menschen das Leben, im Jahr 2009 waren es laut Bericht des Eisenbahn-Bundesamtes 875.

#### Suizidversuche
Die Zahl der Suizidversuche liegt gegenüber den vollendeten Suiziden geschätzt um einen Faktor 10–20 höher. Auch hier ist mit hohen Dunkelziffern zu rechnen. Der Einfluss von Alter und Geschlecht ist gegenüber den vollendeten Suiziden genau umgekehrt. Bei jungen Frauen ist die Häufigkeit von Suizid-Versuchen am größten, bei älteren Männern am niedrigsten. Stichproben-Schätzungen für Deutschland ermittelten für 2001 für Frauen 131 und für Männer 108 Versuche je 100.000 Einwohner. Für 15- bis 24-jährige Frauen werden bis zu 300 Versuche je 100.000 Einwohner geschätzt. Insgesamt dominieren bei den Suizidversuchen weiche Methoden der Vergiftung (78 % weiblich, 59 % männlich) gefolgt von der Verwendung schneidender oder stechender Gegenstände (14 % weiblich, 23 % männlich). Die Intention der Suizidversuche korreliert signifikant mit dem Alter: Bei Jüngeren dominieren parasuizidale Gesten und Pausen, bei Älteren liegen eher Suizidversuche im engeren Sinn, das heißt mit Tötungsabsicht, vor.

### Österreich
In der Zwischenkriegszeit von 1919 bis 1939 gab es in Österreich zwischen 30 und 40 Suizide je 100.000 Einwohner und Jahr. Für die Jahre 1940 bis 1945 liegen keine Daten vor. Im Jahr 1945 wurde mit 60 Suiziden je 100.000 Einwohner (absolut 4500) eine außergewöhnlich hohe Suizidrate verzeichnet.
Die Suizidraten nach 1945 schwanken zwischen 20 und 30 Suiziden je 100.000 Einwohner, bei absolut 1500 bis über 2000 Suiziden pro Jahr. Aufgrund dieser Zahlen gilt Österreich im internationalen Vergleich als ein Land mit mittlerer (10–20) bis hoher (über 20) Suizidrate. Zwischen 1945 und 1986 kam es zu einem deutlichen Anstieg der Rate von 20 auf 28 Suizide je 100.000 Einwohner. Danach war die Zahl rückläufig und fiel 1999 auf rund 19 Suizide je 100.000 Einwohner. Die Suizidraten entwickeln sich regional höchst unterschiedlich, während sie zum Beispiel in Wien seit 1986 zurückgehen, steigen sie in Tirol und Oberösterreich seit 1991 an.
Die Selbsttötungsrate von Männern ist in Österreich doppelt so hoch wie die von Frauen und steigt mit zunehmendem Alter. Während männliche Jugendliche bis zum 15. Lebensjahr eine Suizidrate von 2 haben, haben gleichaltrige Mädchen eine Suizidrate von 1. Mit 85 Lebensjahren beträgt die Suizidrate bei Männern jedoch 120, bei Frauen dagegen nur 33. Die Suizidraten von Männern über 85 sind wie in Deutschland besonders hoch, ihre Rate liegt 140 % über jener der 60- bis 64-Jährigen.
Unter Gefängnisinsassen, die allerdings weit überwiegend männlich und tendenziell älter sind, herrscht eine hohe Selbstmordrate. Eine Quelle nennt 20 Suizide pro 8800 Gefangene, also eine Rate von 227/100.000. Der Briefbombenattentäter Franz Fuchs versuchte einen Suizid durch Rohrbombe bei seiner Festnahme 1997, sprengte sich dabei beide Hände kaputt und erhängte sich 2000 in Einzelhaft. Der Mörder Jack Unterweger wurde 1990 vorzeitig auf Bewährung aus der Haft entlassen, im Jahr 1994 wegen weiterer 9 Morde verurteilt und erhängte sich in der Folgenacht in der Zelle.
Für die Arrestzelle der Kaserne Hörsching im Gebäude der Wache an der Haupteinfahrt wurde um 1985 die Vorschrift, die Schuhbänder außerhalb der Zelle zu belassen, streng vollzogen, wohl um Strangulation zu vereiteln. Ein kleiner Rucksack mit 2,5 cm breiten Schulterriemen wurde jedoch in der Zelle toleriert.
Im Polizeianhaltezentrum (PAZ, ehemals Polizeigefangenenhaus) Graz werden Schnürschuhe im Allgemeinen toleriert, ein Rucksack in der Zelle ist allerdings tabu (2000 und 2019). In den Zellen sind Zigaretten, Feuerzeug und das Rauchen erlaubt. Mitunter brennt es durch Unfall oder Brandlegung, Gefangene können dann aus einer meist versperrten Zelle nicht flüchten, nicht alle Zellen haben Rauchmelder, auf das Betätigen der Klingel oder Sprechanlage reagiert die Wache oft minutenlang nicht. Im PAZ Bludenz wurde – 3 Stunden nach seiner nächtlichen Einlieferung, nach Alarm durch den Brandmelder – am 7. April 2017 ein 28-jähriger Österreicher, der eine 14-Tage-Verwaltungsstrafe absitzen sollte, aus seiner brennenden Zelle gezogen, er starb nach 8 Wochen Koma und konnte nicht befragt werden. Die Polizei nimmt Brandlegung an. 2015 starb ein Spanier (28) im PAZ Villach in seiner um 6 Uhr morgens mit Brandrauch verqualmten Zelle. Auch hier bleibt die Ursache unklar.
Die Zahl der Suizidversuche kann wegen der schwierigen Datenerhebung nur geschätzt werden. Hochrechnungen haben eine Zahl von rund 25.000 bis 30.000 Suizidversuchen pro Jahr ergeben. Dabei handelt es sich vorwiegend um Vergiftungen (vor allem mit Alkohol) und Medikamentenüberdosierungen.
Die häufigste Suizidmethode bei Männern und Frauen in Österreich ist das Erhängen. Rund 40 % der Suizide von Frauen erfolgen durch Erhängen, 25 % durch Vergiften und 14 % durch Sturz aus der Höhe. Bei Männern erhängen sich fast 50 % der Suizidenten, ungefähr 20 % erschießen sich und rund 10 % vergiften sich.

### Schweiz
2014 starben in der Schweiz etwas über 1.000 Menschen durch Suizid (ca. 750 Männer und 275 Frauen). Dies entspricht einer jährlichen Suizidrate von 20 pro 100.000 Männern und 7 pro 100.000 Frauen. Im Jahr 2017 haben 1.043 Menschen Suizid begangen; weitere 1.009 Menschen haben assistierten Suizid begangen. Im Jahr 2023 begingen in der Schweiz 995 Personen Suizid (721 Männer und 274 Frauen). Zudem wurden 1729 assistierte Suizide vollzogen (693 Männer und 1036 Frauen).
Die zwischen 1969 und 2000 erfolgten Suizide wurden auf folgende Arten vollzogen:
- Erhängen 25 %
- Schusswaffen 24 %
- Vergiftung durch feste oder flüssige Substanzen 14 %
- Herunterstürzen 10 %
- Ertrinken 9 %
- Schienensuizid 7 %
- Vergiftung durch Gase 6 %
- Schneiden, Stechen 2 %

### Frankreich
In Frankreich ist die Suizidrate deutlich höher als in Deutschland (siehe Liste Suizidrate nach Ländern). Etwa 2006 betrug sie 18 pro 100.000; in Deutschland unter 12 pro 100.000. Laut der französischen UNPS (Union Nationale pour la Prévention du Suicide) töten sich seit vielen Jahren über 10.000 Menschen pro Jahr in Frankreich selbst; Alkoholkonsum in Lebenskrisen senke bei vielen Menschen die Hemmschwelle, einen Suizid auszuführen.

## Erscheinungsformen

### Alterssuizid
Die Suizidalität nimmt in Europa mit dem Alter zu. 
In Deutschland beispielsweise steigt die Suizidrate ab dem 70. Lebensjahr deutlich an und erreicht bei über 85-Jährigen über 35 Suizide je 100.000 Einwohner. Ein Teil der Senioren leidet (tatsächlich oder vermeintlich) an einer schweren Erkrankung; bei ihnen kommt es zu Selbstaufgabe-Suiziden. Diese können auf dem Wege erfolgen, dass ein Mensch seine Nahrungs- und/oder Flüssigkeitsaufnahme bewusst reduziert oder ganz einstellt. Für Angehörige und Pflegende entsteht dabei oft eine ethische Konfliktsituation zwischen Respekt vor der Entscheidungsfreiheit und der Furcht, der Tod durch Durst oder Hunger könnte unfreiwillig erfolgen.
Depression (Krankheit) ist eine häufige Ursache für Suizidgedanken im Alter. Depressionen sind in jeder Altersstufe, also auch bei Hochaltrigen, mit vergleichbaren Erfolgsaussichten behandelbar. Sowohl Psychotherapie als auch medikamentöse Therapien haben sich als wirksam erwiesen.
Allerdings wird die Diagnose „Altersdepression“ derzeit nur bei 10 bis 20 % der Betroffenen gestellt und noch seltener adäquat behandelt.
Es gibt die Auffassung, dass auch depressive Menschen einen freien Willen haben und entscheiden können; es sei ihnen deshalb zuzugestehen, dass sie, wie andere Kranke, heilende oder leidenmindernde therapeutische Eingriffe ablehnen. Dennoch ist es wichtig, depressive Symptome ernst zu nehmen und entsprechende Behandlungsangebote zu nutzen, um die Lebensqualität der Betroffenen zu verbessern und Suizidrisiken zu minimieren.

### Suizidbeihilfe
Die Deutsche Gesellschaft für Humanes Sterben geht davon aus, dass es in Deutschland zahlreiche Patientensuizide gibt. Zum Teil sieht sie es als eine ihrer Aufgaben, individuell und gesellschaftlich dafür Unterstützung zu leisten. Ethisch wird darüber unterschiedlich geurteilt.
Weitere sogenannte Suizidbeihilfe-Organisationen haben sich etwa seit 2000 in Deutschland gegründet. In der Folge wurde in Deutschland am 3. Dezember 2015 ein Gesetz erlassen (BGBl. I S. 2177), welches die geschäftsmäßige Förderung der Selbsttötung durch den neu gefassten § 217 Strafgesetzbuch (StGB) unter Strafe stellt.

In Polen ist jede Form der Sterbehilfe, einschließlich aktiver und passiver Sterbehilfe sowie der Beihilfe zur Selbsttötung, gesetzlich verboten. Aktive Sterbehilfe wird als Straftat betrachtet und kann mit Freiheitsstrafen geahndet werden.
Die katholische Prägung des Landes spielt eine bedeutende Rolle in der öffentlichen Meinung und Gesetzgebung zu diesem Thema. Begriffe wie „Euthanasie“ sind in Polen negativ konnotiert, was die gesellschaftliche Akzeptanz und die politische Diskussion erschwert.
Trotz des Verbots der Sterbehilfe verfügt Polen über ein ausgedehntes Netzwerk von Hospizen und Palliativeinrichtungen, die Sterbenden Unterstützung bieten. Das Forum Polnischer Hospize listet über 450 solcher Einrichtungen auf, wobei ein besonderer Fokus auf der häuslichen Betreuung liegt.
Die Diskussion über Sterbehilfe in Polen bleibt ein sensibles und kontroverses Thema, beeinflusst von ethischen, religiösen und kulturellen Überzeugungen. Aktuell gibt es keine Bestrebungen, die bestehenden Gesetze zu ändern.

### Doppelsuizid
Allgemein ist beim Doppelsuizid das Vorgehen ohne professionelle Unterstützung gegen eine ärztlich assistierte Sterbehilfe abzugrenzen, die nur in wenigen Ländern, wie den Niederlanden, Deutschland, Kanada oder Kolumbien legal ist.
Die Grenze zu einem Alterssuizid aus gesundheitlichen Gründen ist oft fließend, wie der Bericht eines Ehepaares zeigt, das sich von Journalisten durch die letzten Monate begleiten ließ. Dabei sei es, nach Ansicht der Psychiaterin und Politikerin Kirsten Kappert-Gonther, eine politische Herausforderung, sicherzustellen, dass die finanzielle Belastung von Angehörigen durch hohe Pflegekosten nicht die Entscheidung älterer Menschen beeinflusst, die ihren Angehörigen nicht zur Last fallen wollen.
Vom Doppelsuizid müssen Fälle unterschieden werden, in denen eine lebensmüde Person eine andere lebensmüde Person tötet und danach Suizid begehen will; in diesem Fall kann sie bei dessen Misslingen wegen Tötung auf Verlangen (gemäß § 216 StGB) bestraft werden.
Beispiele für Doppelsuizid
- Stefan Zweig und seine Frau Charlotte starben 1942 im brasilianischen Exil durch Doppelsuizid mittels Medikamenteneinnahme. Charlotte Zweig wartete den Tod ihres Mannes ab, bevor sie sich selbst eine Überdosis verabreichte.[94]
- Adolf Hitler und seine Frau Eva töteten sich am Nachmittag des 30. April 1945 im Führerbunker der Neuen Reichskanzlei gemeinsam. Beide vergifteten sich mit Kaliumcyanid; Adolf Hitler schoss sich außerdem in die Schläfe.[95]
- Berta Bobath und ihr Mann Karel Bobath, die als Therapeuten zusammen das in der Rehabilitation eingesetzte Bobath-Konzept begründeten, nahmen sich durch eine Überdosis gemeinsam das Leben. Beide waren weit über 80 Jahre alt und litten, als sie sich 1991 in ihrer Wohnung in London suizidierten, bereits unter starken, gesundheitlichen Einschränkungen.[96]

Beispiele für Suizid und Tötung auf Verlangen
- Heinrich von Kleist tötete am 21. November 1811 am Kleinen Wannsee bei Berlin auf deren Wunsch erst Henriette Vogel und dann sich selbst. Doch da Kleist seine todeswillige, an Gebärmutterkrebs erkrankte geistige Freundin tötete, war es kein „Doppelsuizid“. Es war eine Tötung auf Verlangen der Henriette Vogel durch Kleist (vgl. §§ 778, 779, 833 und 834 ALR, heute unterfiele die Tat § 216 StGB).[97]
- In der Nacht zum 30. Januar 1889 starben auf Schloss Mayerling der österreichisch-ungarische Thronfolger, Kronprinz Rudolf, und seine Geliebte Mary Vetsera. Die näheren Umstände sind bis heute ungeklärt, da der Wiener Hof Schlüsseldokumente vernichtet und Zeitzeugen zum lebenslangen Schweigen verpflichtet hat. Nach dem aktuellen Stand der Forschung erschoss der von Depressionen geplagte 30-jährige Rudolf zunächst die 17-jährige Baronesse Vetsera, ehe er sich selbst durch einen Kopfschuss tötete.
- Hans Fallada verabredete 1911 in Rudolstadt mit seinem Freund Hanns Dietrich von Necker eine gemeinsame Selbsttötung. Die Freunde tarnten das Vorhaben als „Duell“. Von Necker starb, Fallada überlebte schwer verletzt, wurde strafrechtlich belangt und medizinisch behandelt, blieb bis zum Lebensende 1947 psychisch labil und drogenabhängig. Wenn das Vorhaben wie geplant in die Tat umgesetzt worden wäre, wäre auch das kein „Doppelsuizid“, sondern strafrechtlich als eine wechselseitig begangene Tötung auf Verlangen zu werten gewesen.[98]
- Johannes R. Becher versuchte 1910 in München, sich und seine sieben Jahre ältere Geliebte zu töten, indem er verabredungsgemäß zuerst auf sie und dann auf sich selbst schoss. Während die Frau starb, überlebte Becher. Die Tat war offensichtlich vom Vorbild Kleists inspiriert, dem Becher sein erstes veröffentlichtes literarisches Werk widmete, die „Kleist-Hymne“ Der Ringende. Becher wurde wegen Tötung auf Verlangen angeklagt, entging jedoch auf Betreiben seines Vaters, eines Richters am Oberlandesgericht München, der Verurteilung, indem er für unzurechnungsfähig erklärt wurde. Becher musste sich in den folgenden Jahren wiederholt wegen Suchterkrankungen klinisch behandeln lassen und unternahm noch mehrere Suizidversuche.[99]
- Steglitzer Schülertragödie 1927 in Berlin-Steglitz: Die verabredete Tötung und Selbsttötung wegen komplizierter Beziehungsprobleme mit vier jugendlichen Beteiligten. Zwei Menschen starben, einer führte die versprochene Tat nicht aus, überlebte, trat später unter dem neuen Namen Ernst Erich Noth als Schriftsteller und Wissenschaftler hervor und lebte bis 1983.[100]

### Erweiterter Suizid
In selteneren Fällen geht mit einem Suizid die Tötung weiterer Personen (meist Partner und Kinder) einher, vorweg oder in Tateinheit, mit Absicht oder mit Eventualvorsatz. In diesen Fällen spricht man oft von einem erweiterten Suizid. Auch wenn die weiteren Getöteten nicht um ihr Einverständnis gefragt wurden, gilt die Sprachregelung erweiterter Suizid.
Die Begriffe Mitnahmesuizid sowie homicide-suicide („Homozid-Suizid“) und murder-suicide werden synonym benutzt. Ein Mitnahmesuizid liegt allerdings nur dann vor, wenn das Ziel, sich selbst zu schaden, größer ist als das Ziel, anderen Schaden zuzufügen.
Der Amoklauf mit abschließender Selbsttötung ist ein Spezialfall eines erweiterten Suizids, bei dem häufig dem Täter nicht bekannte Menschen Opfer sind.
Der Begriff erweiterter Suizid wurde 2006 in der Schweiz zum Unwort des Jahres bestimmt. Befremden und eine Diskussion um diesen Begriff gab es auch in Meldungen und Kommentaren zum herbeigeführten Germanwings-Absturz in den Alpen 2015. Für solche Ereignisse wurde der Begriff Pilotensuizid geprägt.

### Suizid als Protestaktion und politisches Mittel

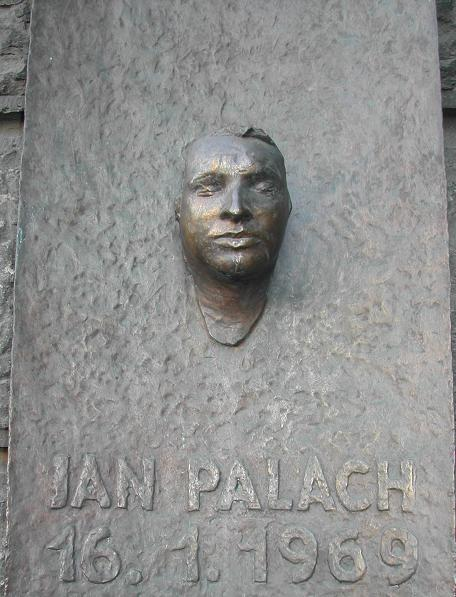
Jan-Palach-Denkmal am Prager Jan-Palach-Platz mit dem Datum der Selbstverbrennung

Durch öffentlich durchgeführte Suizide wird oft versucht, einem in politisch-moralisch-ethischen Sinn „höheren Anliegen“ dienlich zu sein und entsprechende öffentliche Aufmerksamkeit zu erregen. Spektakuläre Beispiele dafür sind:
- Bei Kurdenprotesten in Deutschland zündeten sich am 19. März 1994 in Mannheim die beiden Frauen Nilgün Yildirim („Berîvan“) und Bedriye Tas („Ronahî“), aus Protest gegen die Verbote der Newrozfeiern in der Bundesrepublik und die Beteiligung der BRD am Krieg in Kurdistan, selbst an. Beide starben an ihren Verbrennungen.[105]
- Im Vietnamkrieg verbrannten sich viele Geistliche und Mönche an öffentlichen Plätzen, indem sie sich mit Benzin übergossen und vor laufender Kamera anzündeten. Diese Protestsuizide hörten bald auf, da sie den Kriegsverlauf nicht beeinflussen konnten.
- Jan Palachs Selbstverbrennung am 16. Januar 1969 in Prag, an deren Folgen er drei Tage später starb, rührte aus dem Protest gegen die Niederschlagung des Prager Frühlings und erregte internationales Aufsehen.
- In der damaligen DDR wollte der evangelische Pfarrer Oskar Brüsewitz am 18. August 1976 vor der Michaeliskirche in Zeitz durch seine Selbstverbrennung auf die Kirchenfeindlichkeit des SED-Regimes hinweisen („Fanal von Zeitz“).
- Die Selbstverbrennung Hartmut Gründlers am 16. November 1977 vor der St.-Petri-Kirche in Hamburg während eines SPD-Parteitages richtete sich gegen die Energie- bzw. Atompolitik der damaligen Bundesregierung. Gründler war Doktorand in Tübingen und Anhänger der Lehren Gandhis.
- Seit April 1998 zündeten sich 140 Tibeter (118 Männer und 22 Frauen) aus Protest gegen die chinesische Politik und Unterdrückung Tibets an. 117 von ihnen starben.
- Im Dezember 2010 verbreitete sich in Tunesien rasch die Nachricht über die Selbstverbrennung des Gemüsehändlers Mohamed Bouazizi am 17. Dezember 2010 in Sidi Bouzid, einer 250 Kilometer südlich der Hauptstadt Tunis gelegenen Stadt.[106][107] Die Unruhen weiteten sich schnell zu einer Revolution aus.
- Während der Krise in Griechenland nahm die Anzahl der Suizide stark zu. Besonders bekannt wurde der Suizid des ehemaligen Apothekers Dimitris Christoulas am 4. April 2012 auf dem Athener Syntagma-Platz.[108][109] Christoulas hatte an Protesten teilgenommen, in einem Abschiedsbrief schrieb er, dass ein würdevolles Leben in Rente in Zukunft nicht mehr möglich sei.[110]

Seit den 1980er Jahren hat sich die Anzahl sogenannter Selbstmordattentate bei Konflikten im islamischen Kulturbereich stark erhöht. Das Aufkommen von Selbstmordangriffen in diesem Zeitraum wird von einigen als militärische Strategie gesehen. Sie ist auch in Sri Lanka vorgekommen. Spezifischer dazu siehe weiter unten. 
Hungerstreiks führen manchmal zum Tod der Ausführenden. An den Folgen eines politisch motivierten Hungerstreiks starben beispielsweise der nordirische IRA-Aktivist Bobby Sands 1981 (vgl. Irischer Hungerstreik von 1981) sowie der deutsche RAF-Angehörige Holger Meins 1974. Beide hatten mit ihrer Verweigerung der Nahrungsaufnahme in jeweils unterschiedlichem Kontext in der Haft versucht, einen Status als politische Gefangene sowie Verbesserungen der Haftbedingungen durchzusetzen.

### Gefängnissuizid

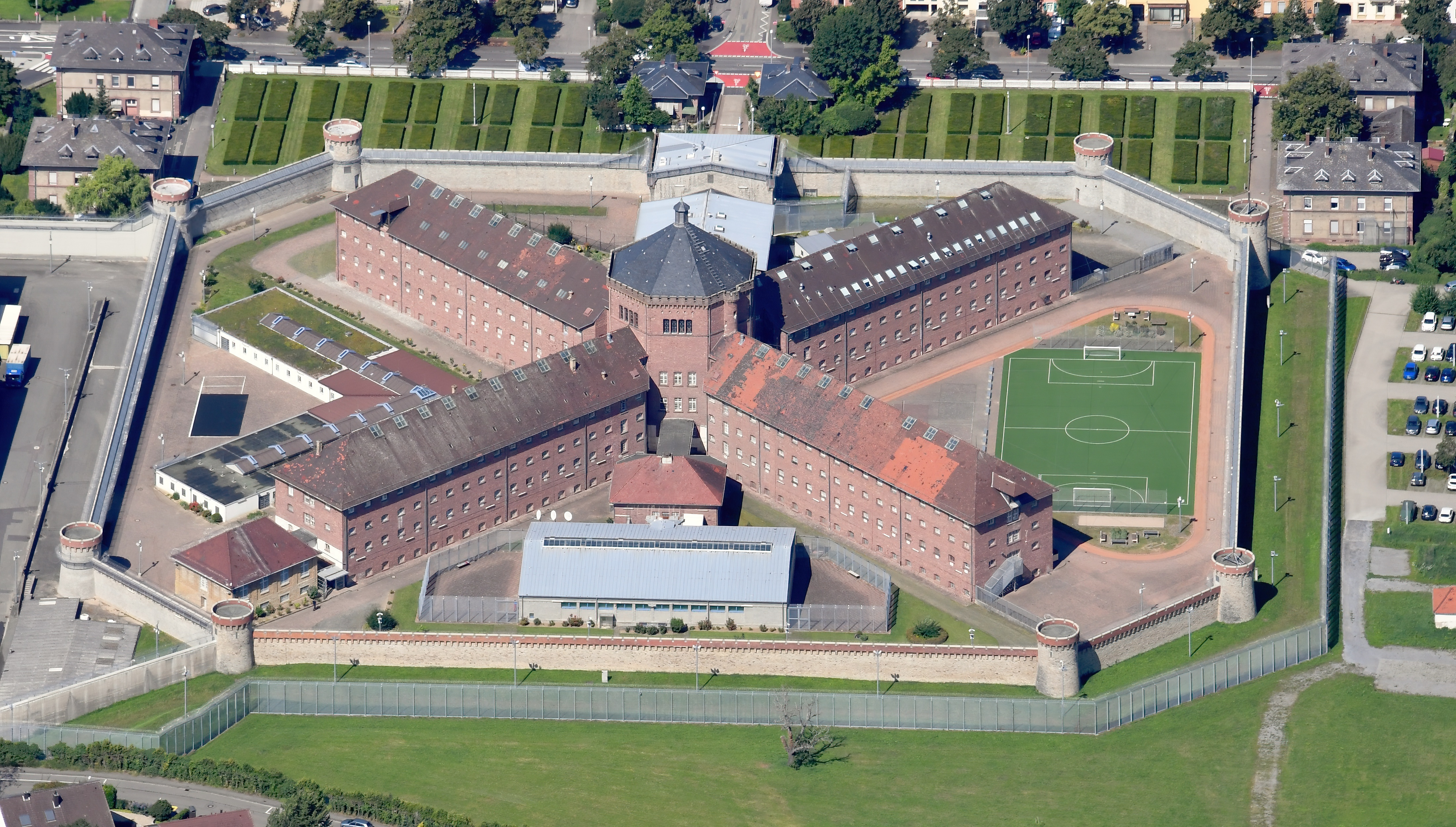
Eine Haftstrafe erhöht das Suizidrisiko signifikant. Hier die Justizvollzugsanstalt Bruchsal (Luftaufnahme: Carsten Steger)

Das Risiko, dass ein Mensch sich das Leben nimmt, ist im Strafvollzug sehr viel höher als bei der Gesamtbevölkerung und tritt dabei insbesondere zu Beginn der Haft sowie in der Untersuchungshaft besonders häufig auf.
Innerhalb des Strafvollzugs nehmen sich in Deutschland acht von 10.000 Insassen das Leben; im Vergleich zur restlichen Bevölkerung liegt ihr Risiko somit etwa sieben Mal höher.
Gefängnissuizid ist die häufigste singuläre Todesursache in deutschen Strafvollzugsanstalten. Die Bundesarbeitsgruppe Suizidprävention im Justizvollzug erfasste bundesweit (zwischen 2000 und 2019) rund 80 Fälle jährlich.
Während die Suizidrate von männlichen Inhaftierten bundesweit rückläufig ist, steigt sie bei Frauen weiter an und ist rund 8,7-mal höher als in der Allgemeinbevölkerung.
Zu den erschwerenden Faktoren zählen unter anderem nicht erkannte, psychische Vorerkrankungen, Substanzabhängigkeit, Haftschock und ungünstige Haftbedingungen, wie beispielsweise Isolationshaft. Häftlinge, die selbst schwere Verbrechen, wie Sexualstraftaten oder Tötungsdelikte, begangen haben, nehmen sich häufiger das Leben als andere Insassen.

### Suizid im Militär

#### Suizid als militärische Taktik
Schon der chinesische General Sunzi erwähnte um 500 v. Chr. die (para-)militärische Taktik des Selbstmordangriffs, zu dem man einen Gegner nicht treiben solle. Suizid wurde als Möglichkeit betrachtet, sich der Gerichtsbarkeit oder Festnahme durch politische oder militärische Feinde zu entziehen. Bekannt wurde der Massensuizid auf der Festung Masada durch jüdische Zeloten unter Eleasar ben Ja’ir im Jahr 73 n. Chr.
In der Endphase des Zweiten Weltkrieges opferten sich junge japanische Piloten der Spezialeinheit Shimpū Tokkōtai, indem sie mit ihren Kampfflugzeugen Angriffe auf amerikanische Schiffe flogen, was als „Kamikaze-Taktik“ bezeichnet wurde. Das nationalsozialistische Deutschland übernahm zum Ende des Zweiten Weltkrieges das Narrativ des Selbstopfers, in der Hoffnung, so die Verluste zu mindern. Angeblich meldeten sich zu Einsätzen wie dem Sonderkommando Elbe ausreichend Freiwillige.
In Bürgerkriegen, in Kriegen oder bei Aufständen agieren in der jüngeren Vergangenheit vermehrt Selbstmordattentäter, so beispielsweise im Irak.
Besonders bekannt wurden die Selbstmordattentäter, die am 11. September 2001 mehrere Zivilflugzeuge entführten und zwei davon in die beiden Türme des World Trade Center sowie eines ins Pentagon steuerten.

#### Suizide von Soldaten
Im Jahr 2022 zählte das Amt der Wehrbeauftragten 18 Selbsttötungen und 64 Selbsttötungsversuche von Soldatinnen und Soldaten der Bundeswehr. Die tatsächliche Zahl kann höher sein.
Suizidalität von aktiven Soldaten und Veteranen ist in vielen Streitkräften bekannt und wird auch literarisch rezipiert.

## Suizid in Weltanschauungen
Die Frage der moralischen Zulässigkeit des Suizids wird kulturell sehr unterschiedlich betrachtet. Oft lässt sich in den unterschiedlichen Gesellschaften ein zwiespältiges Verhältnis feststellen. Vielfach wurde und wird in den Gesellschaften ein meist unterschiedlich definierter „ehrenhafter Selbstmord“ als einzig zulässige Art der Selbsttötung weitgehend akzeptiert. Dazu zählte der japanische Seppuku, bei dem es darum ging, eine verlorene Ehre wiederherzustellen. Mit ähnlichem Ziel kommt das auch in Europa vor, bei Militärs und Politikern (nicht selten durch Selbsterschießung), aber auch bei Kaufleuten im Bankrott. Im Jahr 1900 löste die Veröffentlichung von Arthur Schnitzlers Lieutenant Gustl einen Skandal aus. Der Protagonist der Novelle ist froh, nicht aus Ehre sich selbst töten zu müssen, da sein unebenbürtiger Kontrahent plötzlich verstorben ist. Die österreichische Offiziersgesellschaft degradierte den nestbeschmutzenden Autor.

### Antike
Die moralische Wertung des Suizids wurde bereits in der Antike sehr kontrovers diskutiert. In Tragödie und Epik wurden Suizidenten vielfach als Helden verehrt. Der griechische Philosoph Hegesias (3. Jahrhundert v. Chr.), der den Spitznamen Peisithanatos („der zum Tode Überredende“) führte, betonte in seinen aus seiner pessimistischen Lebensauffassung gespeisten Vorträgen das Elend der menschlichen Existenz. Er schrieb dem Einzelnen das Recht zu, sich das Leben zu nehmen. Das menschliche Leben habe an sich keinen besonderen moralischen Wert. Seine Ausführungen erwiesen sich dabei als derart überzeugend, dass seine Vorträge in Ägypten verboten wurden, weil sich viele Zuhörer das Leben nahmen.
Führende griechische Philosophen wie Pythagoras und Platon (sh. Phaidon), später auch Römer wie Cicero (Somnium Scipionis) lehnten den Suizid hingegen aus religiösen und religiös-ethischen Gründen ab. Viele Stoiker der mittleren römischen Schule wie etwa Cato der Jüngere und Seneca sahen dagegen in der Selbsttötung für bestimmte Fälle durchaus eine Wahlmöglichkeit. Für Mark Aurel (um 170 n. Chr.) waren Leben und Tod als solche belanglos. Wichtig war ihm eine von Nächstenliebe geprägte vernunftgemäße Lebensführung. Sein Kaisertum sah er – zumindest in seiner öffentlichen Selbstdarstellung – als Befehl, seine Pflicht zu erfüllen „wie ein Soldat beim Sturm auf die feindliche Mauer“. Sich aufzugeben gehörte daher nicht zum Lebenskonzept des Marcus Aurelius; der Tod als Notwendigkeit – eben beispielsweise während der Pflichterfüllung – jedoch schon. Dies deckte sich durchaus mit der traditionellen Sichtweise der römischen Nobilität, die den „römischen Tod“, also die ehrenvolle Selbsttötung in bestimmten Situationen, stets propagiert hatte.
Der durch Literatur und Filme bekannt gewordene, hauptsächlich von römischen Feldherren praktizierte Suizid, sich in ausweglosen Situationen ins Schwert zu stürzen, wurde aber zumindest in der späteren Kaiserzeit nicht mehr einhellig als „ehrenvoller Tod“ betrachtet, da seine Durchführung zumeist in völlig aussichtslosen Situationen stattfand, in denen Armeeangehörige entweder einem vielleicht noch schrecklicheren Ende entgegensahen oder eine persönliche Schande verhindern wollten. So schreibt der griechische Historiker Cassius Dio um 220 rückblickend über das Ende des Oberkommandierenden Publius Quinctilius Varus während der Schlacht im Teutoburger Wald (9 n. Chr.):

„Varus und die übrigen Offiziere erfaßte Angst, sie möchten entweder lebendig in Gefangenschaft geraten oder von ihren grimmigsten Feinden getötet werden […], und das ließ sie eine zwar schreckliche, aber notwendige Tat wagen: Sie begingen Selbstmord. […] Als sich die Kunde davon verbreitete, leistete vom Rest der Leute, selbst wenn er bei Kräften war, auch nicht einer mehr Widerstand, vielmehr ahmten die einen das Beispiel ihres Feldherrn nach, während die anderen selbst ihre Waffen wegwarfen und sich vom Nächstbesten, der da wollte, niedermachen ließen; denn Flucht war unmöglich, wie sehr sie einer auch ergreifen wollte.“

Im Fall des Kaisers Nero geriet dessen versuchte Selbsttötung – zumindest in der Darstellung der durchweg feindseligen Überlieferung – während seiner Flucht zu einer Schmach, da er bei seinem Dolchstich in den Hals die Nachhilfe seines letzten Getreuen benötigte. Neros Tod war kein Suizid von der Art, wie dieser beim Militär praktiziert wurde. Die Selbsttötung seines kurzzeitigen Nachfolgers Otho, der sich nach verlorener Bürgerkriegsschlacht im Jahr 69 das Leben nahm, wird in den Quellen hingegen gelobt.

### Judentum
Im Judentum ist JHWH als der Schöpfer der Welt derjenige, der das Leben gibt und wieder nimmt. So wurden Suizidenten bis ins 20. Jahrhundert alle üblichen Trauerriten versagt. Wie Verbrecher mussten sie an gesonderten Orten außerhalb der Friedhöfe beerdigt werden; eine Praxis, die die Kirchen später übernahmen. Der Suizid war in Israel bis 1966 eine Straftat und damit stark tabuisiert.
Heute wird (je nach jüdischer Ausrichtung) der psychische Zustand des Suizidenten als psychische Krankheit und der eigentliche Suizid als Folge dieser Krankheit angesehen. Dadurch ist es möglich, die Trauerriten wieder durchzuführen.
Doch auch im Judentum gab und gibt es die Möglichkeit, durch einen „ehrenhaften Selbstmord“ höchste Verehrung zu genießen. So bewertete das rabbinische und später auch das orthodoxe Judentum all jene religiös inspirierten Suizide als einem Martyrium gleichwertig, die im Angesicht eines drohenden qualvollen Todes, einer unsittlichen Behandlung oder des Zwangs zu Apostasie erfolgten. Dies wird auch als Kiddusch HaSchem – Heiligung des Namens (Gottes) – bezeichnet. Daher werden im heutigen Staat Israel auch die Menschen auf dem Masada hoch geehrt, welche sich vor dem letzten Angriff der Römer selbst töteten.

### Christentum

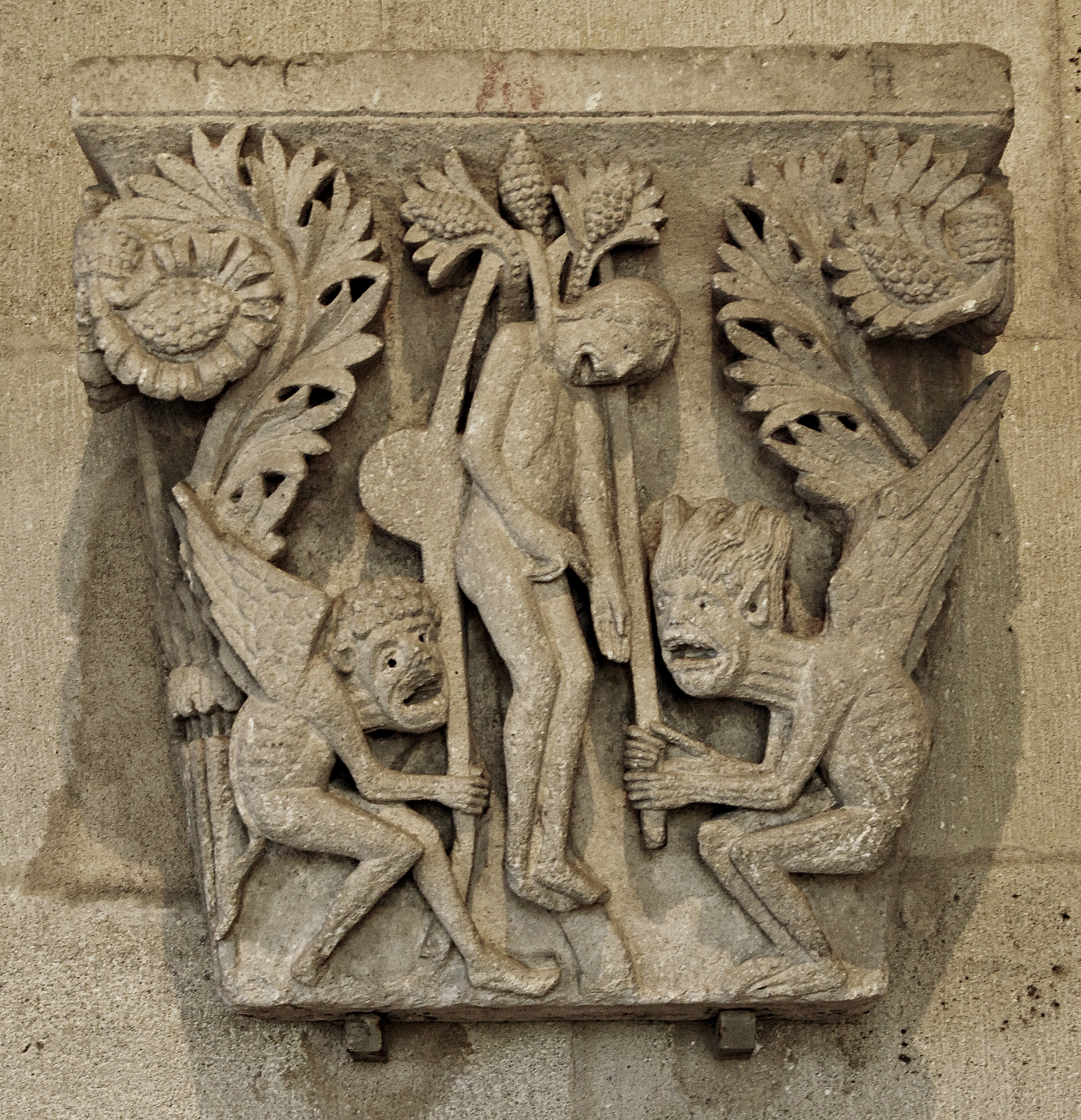
Tod des Judas Iskariot, Kathedrale von Autun

In der Spätantike setzte sich die Kirche mit den philosophischen Lehren auseinander. Vielfach war die Trennung zwischen Philosophie und Religion noch nicht deutlich ausgeprägt. Auch der Kirchenvater Augustinus hatte trotz aller Kritik an Platon viele grundsätzliche platonische Vorstellungen in seine Anschauungen und damit in die katholische Tradition einfließen lassen. So rief Augustinus Platon in seinem bekanntesten Werk De civitate Dei als Zeugen für ein Verbot der Selbsttötung auf. Augustinus legte das biblische Gebot Du sollst nicht töten in der Weise aus, dass es auch auf die Erhaltung des eigenen Lebens anzuwenden sei. Später übernahm die Kirche die jüdische Tradition und weigerte sich – analog zum Judentum – bis ins frühe 20. Jahrhundert, Suizidenten die Bestattung auf Friedhöfen zu gewähren. Stattdessen wurde der Leichnam in ungeweihter Erde beerdigt. In der Bibel werden mehrere Suizide geschildert, allerdings ohne dass diese bewertet werden.
Ein wichtiges Argument des Katholizismus gegen Suizid ist, dass das Leben an sich Gott gehöre und so das Geschenk des Lebens zurückgewiesen werde. Eng verwandt damit ist die Ansicht, dass menschliches Leben heilig und einzigartig sei und alle Anstrengungen unternommen werden müssen, es zu schützen. Diesen Standpunkt hatte bereits Cicero vertreten.

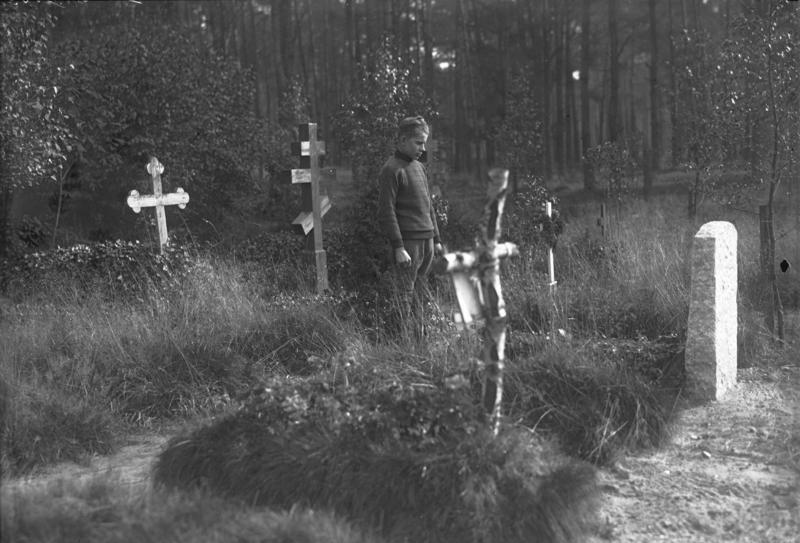
Suizidenten-Friedhof mit anonymen Holzkreuzen in Berlin-Grunewald, Aufnahme aus dem Jahr 1931

Im Codex Iuris Canonici (CIC) von 1917 war die überlegte Selbsttötung ein Ausschlussgrund für eine kirchliche Begräbnisfeier. Das galt indes nicht im Falle von Anzeichen der Reue. Im Zweifelsfall war ein kirchliches Begräbnis zu gewähren. Der CIC von 1983 erwähnt unter den Ausschlussgründen von einem kirchlichen Begräbnis (Can. 1184) den Suizid nicht mehr.
Wie in jeder Wissenschaft gab und gibt es im theologischen Diskurs jedoch verschiedenartige Stimmen. Der evangelische Theologe und Widerstandskämpfer Dietrich Bonhoeffer etwa schrieb in seiner Ethik:

„Nicht das Recht auf Leben, sondern die Gnade, noch weiter leben zu dürfen unter Gottes Vergebung, vermag gegen diese Versuchung zum Selbstmord zu bestehen. Wer aber wollte sagen, daß Gottes Gnade nicht auch das Versagen unter dieser härtesten Anfechtung zu umfassen und zu tragen vermöchte?“

### Islam
Im Islam gilt Suizid als streng verboten. Einigen Hadithen zufolge wird Menschen, die sich töten, die Aufnahme ins Paradies verweigert, und es droht ihnen ein „ewiges Höllenfeuer“. Zumindest gilt es als eine schwere Sünde (Sure 4,29), denn nach muslimischer Ansicht hat nur Gott das Recht, über Leben und Tod zu entscheiden.
Gleichwohl begingen Menschen, die sich als Muslime ansahen, zahlreiche Selbstmordattentate. Dies geschah und geschieht teils im Zeichen eines Kampfes gegen „Ungläubige“, und teils im Rahmen innerislamischer Kämpfe verschiedener Glaubensrichtungen. Die Grenzen zwischen Selbsttötung und Glaubenszeugnis sind in diesen Fällen fließend. Offenbar glauben viele Attentäter, nach ihrem Tod sogleich ins Paradies aufgenommen zu werden. Besonders durch den schiitischen Islam wurde der Märtyrertod auch politisiert.
Der islamische Märtyrertod bedarf stets der Zustimmung von religiösen Führern und einer Glaubensgemeinschaft; sonst würde er als Selbstmord angesehen. In der schiitischen Tradition war zudem festgelegt, dass nur unverheiratete Männer und keine Frauen den Märtyrertod sterben durften. Zudem mussten die Eltern stets zustimmen. Diese Traditionen wurden zu Beginn der 1980er Jahre durch Ajatollah Khomeini aufgeweicht, der eine Zustimmung der Eltern nicht mehr für notwendig erachtete. Dieser Meinung schloss sich auch der führende schiitische Religionsgelehrte im Libanon, Großayatollah Mohammad Hussein Fadlallah (1935–2010), an. Er sah es als Pflicht von Mädchen und Jungen an, auch ohne Zustimmung der Eltern in den Tod zu gehen. Die innermuslimischen Streitigkeiten, wer Märtyrer sei und wer nicht, macht die Verurteilung von al-Qaida durch Fadlallah deutlich. Fadlallah ist auch geistiger Mentor der radikalislamischen Terrororganisation Hisbollah, doch er lehnt es ab, den islamischen Kampf in den Vereinigten Staaten fortzusetzen, wie dies bei den Terroranschlägen am 11. September 2001 in New York City geschah. So verurteilt er die Angriffe von al-Qaida als „nicht mit der Scharia […] und dem wahren islamischen Dschihad vereinbar“. Für Fadlallah sind die Kämpfer der al-Qaida keine Märtyrer, sondern „bloße Selbstmörder“.
Auch im sunnitischen Islam wird die Selbsttötung als Sünde betrachtet; gleichwohl gibt es dort eine Suizid-Tradition. Nachdem schiitische Gelehrte den Vorbehalt der Zustimmung der Eltern zum Märtyrertod ihrer Kinder eingeschränkt oder aufgehoben hatten, unterstützte auch der Sunnit Abdalsalam Faradsch, Vordenker der ägyptischen Dschihad-Gruppe, in seiner Schrift Die vergessene Pflicht (1981) diese Haltung.
Die vergleichsweise niedrige allgemeine Suizidrate in islamisch geprägten Ländern dürfte auch auf den Gedanken der Vorherbestimmung des Schicksals („Kismet“) zurückzuführen sein.

### Buddhismus
In den buddhistischen Schriften wird die Selbsttötung differenziert betrachtet. Der Buddhismus selbst schwankt zwischen klarer Ablehnung und bedingter Zustimmung zur Selbsttötung. Keinesfalls ist die Selbsttötung mit der Tötung eines anderen Wesens zu vergleichen, und Formen der Selbsttötung, die andere Leben gefährden, werden vor allem aufgrund dieser Tatsache geächtet.
Die Selbsttötung mit dem Ziel, die eigene Erleuchtung vor einem Rückfall (z. B. bei schwerer Krankheit) zu schützen oder um nach der Wiedergeburt zu einer höheren Daseinsform aufzusteigen, wird in den Schriften da und dort positiv gewertet.
Voraussetzung für eine positive Wertung der Selbsttötung ist ein „klarer, konzentrierter und ruhiger Gemütszustand“ und das „Vertrauen in einen Buddha“. Unter diesen Voraussetzungen wird die Selbsttötung als nicht verwerflich oder karmisch schädlich bezeichnet.
Einer der bekanntesten Texte im Pali-Kanon zum Thema der Selbsttötung ist das Channovāda-Sutta:

„Den auf Grund von schwerer Krankheit suizidalen Mönch Channa besuchen Sāriputta und Mahācunda, dessen Weggefährten.
Ausführlich erkundigen sie sich über eventuelle Mängel der Nahrung, der Pflege oder der medizinischen Versorgung. Doch Channa verneint jeden Mangel. Dann erkundigen sie sich über eventuelle Mängel der Erleuchtung, doch Channa legt ausführlich dar, dass er die Erleuchtung verwirklicht hat.
Nachdem die beiden Mönche bei Channa keinen Mangel gefunden haben, sprechen sie ihm noch einmal die Lehre vom Ende des Leidens zu und verlassen ihn.
Channa greift zum Schwert und tötet sich so.
Daraufhin befragt Sāriputta den Buddha und legt ihm den Fall vor:

‚Vom ehrwürdigen Channa, o Herr, ist zum Schwert gegriffen worden. Welches ist sein Weg, welches sein Schicksal nach dem Tod?‘

Buddha verweist darauf, dass Channa sich in der gründlichen Befragung als untadelig erwiesen hat, also als einer, der Arhatschaft erlangt hat und nicht wiedergeboren werden wird. So gesehen ist schon die Fragestellung des Sāriputta verfehlt.
Sāriputta verweist aber auf die Verwandten und Freunde, die das Verhalten von Channa als verwerflich erachten, doch dies weist Buddha zurück:

„Wer, o Sāriputta, diesen Körper abwirft, und einen anderen Körper anlegt, den nenne ich tadelnswert. Das ist bei Channa dem Mönch nicht (der Fall); untadelhaft hat Channa, der Mönch, zum Schwert gegriffen“.“

Es scheint also hier so zu sein, dass einer, der nicht wiedergeboren werden wird, durchaus durch Selbsttötung sterben darf.
Die Kommentarliteratur zu diesem Fall lehnt es aber strikt ab, diesen Text als Beleg dafür zu nehmen, dass sich ein Arhat im Gegensatz zu einem Unerlösten töten darf. In den Kommentaren wird der Moment der Erlangung der Arhatschaft in den Augenblick des Todes hinein verlegt, um zu betonen, dass der Akt der Selbsttötung nicht die Tat eines Erlösten war, sondern noch die Tat eines Menschen, der davor stand. Wäre er nämlich schon im Zustand der Arhatschaft, wäre Channa ein ethisches Vorbild für alle Buddhisten, und dies soll ja gerade nicht daraus abgeleitet werden.
Jede Selbsttötung, die mit Selbstbehauptung verbunden ist, wird also prinzipiell als ethisch verwerflich angesehen, da ja dies gerade die Ursache für die ewige Wiedergeburt Samsara ist.
Da im Buddhismus alles Leben höchste Achtung genießt, ist auch im heutigen Buddhismus der Suizid geächtet, insofern eine destruktive Motivation ursächlich ist. In Thailand und Sri Lanka, welche vom Theravada-Buddhismus geprägt worden sind, gilt ein Suizid auch als Schande für die gesamte Familie.
Nur in sehr seltenen Fällen kann ein Suizid positiv bewertet werden, wenn dadurch beispielsweise andere Menschen gerettet werden.

### Hinduismus
Mit der Verdrängung des Buddhismus durch den Hinduismus ab dem 5. Jahrhundert in Indien fand der Suizid weite Verbreitung. Die zu den bedeutendsten Texten der Hindus gehörenden Puranas betonen, dass die Selbsttötung Lohn der Asketen sei, um deren Frömmigkeit zu besiegeln, jedoch kein Ausweg für Menschen, die nicht an die Götter glauben. Im Geiste dieser Texte lassen sich daher Pilger bei Festumzügen zu Ehren von Jagannath (Rath Yatra) von den Rädern seines Prozessionswagens überrollen; andere suchen heilige Plätze auf, an denen man aus großer Höhe in den Tod springen, sich ertränken oder, speziell bei Himalaya-Heiligtümern, im Schnee erfrieren kann.
Eine aus ganz Ostasien bekannte Art der Selbsttötung ist die Witwenverbrennung. Für eine Frau galt es im Hinblick auf ihre Wiedergeburt als verdienstvoll, in das Leichenfeuer ihres Mannes zu springen. Es kam jedoch auch vor, dass Angehörige den Tod der Ehefrau erzwangen. Auch nach dem Verbot der Witwenverbrennung durch die Kolonialverwaltung Britisch-Indiens im 19. Jahrhundert gingen immer wieder Frauen ins Feuer. Im Gegensatz zu einigen Strömungen des Buddhismus bleibt bei den Hinterbliebenen eines Suizidenten im Hinduismus kein Makel haften.

### Jainismus
Indische Mönche, die dem Jainismus angehören, vollziehen das Todesfasten zum Abschluss eines langen rituellen Übungsweges.

### Philosophie
Bedeutende Vertreter der Aufklärung wie die Philosophen Immanuel Kant und Georg Wilhelm Friedrich Hegel bestreiten das Recht des Menschen, seinem Leben selbst ein Ende zu setzen. Bei Kant finden sich dazu platonische Einflüsse. Auch er bedient sich daher des Bildes, dass ein Mensch seinen Wachposten nicht verlassen darf. Dieser Philosoph findet den Suizid grundsätzlich verwerflich: „Das Subjekt der Sittlichkeit in seiner eigenen Person vernichten, ist eben so viel, als die Sittlichkeit selbst ihrer Existenz nach, so viel an ihm ist, aus der Welt zu schaffen.“
Kants Zeitgenosse David Hume ist dagegen der Meinung, dass die Selbsttötung ein der menschlichen Gesellschaft eingestiftetes Recht sei. Der christlichen Ansicht, dass das menschliche Leben heilig und einzigartig sei und alle Anstrengungen unternommen werden müssten, dieses zu schützen, entgegnet Hume, dass es in diesem Sinne für einen Christen auch falsch sein müsse, einen natürlichen Tod hinauszuzögern, da dies Gottes Wille widerspreche.
Arthur Schopenhauer, dessen philosophisches System in seinem Hauptwerk Die Welt als Wille und Vorstellung in die „Verneinung des Willens zum Leben“ als ethisches Ziel mündet, verwarf gleichwohl den Suizid, weil dieser ihm zufolge keineswegs – wie die freiwillige Askese – eine Verneinung des Willens zum Leben zum Ausdruck bringe, sondern vielmehr „ein Phänomen starker Bejahung des Willens“ darstelle. Denn „die Verneinung [des Willens zum Leben] hat ihr Wesen nicht darin, daß man die Leiden, sondern dass man die Genüsse des Lebens verabscheuet. Der Selbstmörder will das Leben und ist bloß mit den Bedingungen unzufrieden, unter denen es ihm geworden.“ Der von Schopenhauer stark beeinflusste Philosoph Philipp Mainländer unternahm in seiner Philosophie der Erlösung dagegen eine „Apologie des Selbstmords“.
Albert Camus nahm sich in seinem philosophischen Essay Der Mythos des Sisyphos des Problems Suizid an. Dabei erklärt er zwar den Suizid als einzigen Ausweg aus der Absurdität des menschlichen Lebens, lehnt ihn jedoch vehement ab. Die Stärke des modernen Menschen zeichne sich laut Camus nicht dadurch aus, sich selbst das Leben zu nehmen, sondern im Gegenteil dazu die Absurdität zu erkennen und trotzdem mit seinen Aufgaben fortzufahren, wie er am Beispiel des Mythos des Sisyphos erklärt.

### Andere Kulturen
In anderen Kulturen kann die rituelle Selbsttötung gesellschaftlich akzeptiert sein. Zu nennen wären hier das japanische Seppuku oder das indische Sati. Auch bei den Maya in ihrer klassischen Periode war die Göttin Ixtab für diejenigen Krieger zuständig, die nach dem Verlust ihrer Ehre von ihr mit einem Seil in einen der dreizehn Himmel gezogen werden.
Schwieriger zu beurteilen ist die Rolle des Suizids bei den Suruahà im Amazonas-Gebiet. Cunahá, ein Gift zum Töten von Fischen, das aus bestimmten Lianenwurzeln gewonnen wird, nehmen die Stammesmitglieder ab dem 12. Lebensjahr zu spirituell-rituellen Zwecken zu sich. Dies endet dann tödlich, wenn die Wurzel nicht schnell genug wieder ausgespien wird. Es gibt auf der anderen Seite kein Wort für „Suizid“ bei den Suruahá.
Eskimo-Kultur:
Bei den Eskimos entsprach es bis zur Übernahme des Christentums, zeitlich etwa bis zum Umzug aus den Camps in Siedlungen zur Mitte des 20. Jahrhunderts, alter Tradition, zur Sicherung der Überlebensfähigkeit des Stammes oder einer Großfamilie kranke oder behinderte Kinder und lebensuntüchtig gewordene alte Menschen (diese überwiegend auf eigenen Wunsch) bei Wanderungen im Camp zurückzulassen oder gar zu töten. Bei den Eskimos war Suizid nach Franz Boas gegen Ende des 19. Jahrhunderts keine Seltenheit und geschah im Allgemeinen durch Erhängen. Gewaltsamer Tod einschließlich Suizid wurde schleichendem Tod vorgezogen, da gemäß den Vorstellungen der Eskimos die Seelen nach gewaltsamem Sterben nach Qudlivun, Land des Glücklichseins (happy land), gehen. Zwar besaßen Männer das Recht, ihre alt gewordenen Eltern zu töten, doch geschah dies eher selten. Alte, die sich nutzlos vorkamen oder deren Leben eine Last für sie selbst und ihre Angehörigen darstellte, wurden zum Beispiel durch Messerstiche oder Erdrosselung getötet, gewöhnlich, doch nicht generell, auf Bitte des betroffenen Eskimos, oder verstoßen. Nach Knud Rasmussen war Suizid bei den Alten der Iglulik-Region alltäglich. Auch sie glaubten, durch gewaltsamen Tod ihre Seele für die Reise ins Jenseits zu reinigen. Die Tötung erfolgte durch Erhängen, Erschießen oder Erstechen. Eskimos, die Beihilfe für ihren Suizid benötigten, mussten ihre Angehörigen dreimal nacheinander bitten. Familienmitglieder versuchten zunächst, den Bittsteller bei den beiden ersten Ansinnen von seinem Vorhaben abzubringen, doch wurde die dritte Bitte als verbindlich akzeptiert. Gelegentlich wurden der Suizidschwur auch zurückgenommen und Hunde dafür geopfert. Der eigentliche Suizid erfolgte öffentlich und unter Anwesenheit der Angehörigen. War der Suizid akzeptiert, hatte sich das Opfer wie allgemein die Verstorbenen zu kleiden. Das Sterben erfolgte an einem festgelegten Ort, wo dann auch der materielle Besitz des Verstorbenen zerstört wurde. Laut Statistics Canada war im Jahr 2004 im Inuit-Territorium Nunavut Suizid die zweithäufigste Todesursache.
Weitere Einzelheiten zu Suizid bei den Eskimos in Vergangenheit und Gegenwart sind unter Inuit-Kultur (Abschnitt Tod) nachzulesen.
Ainu-Kultur:
In der Ainu-Religion existiert die Ansicht, dass die Seele eines Menschen, der Suizid begeht, zu einem Geist beziehungsweise einer Art Dämon werde, welcher die Lebenden heimsuche (Tukap), um jene Erfüllung zu finden, welche ihr im Leben verwehrt geblieben war. Hat jemand einen anderen derartig stark beleidigt und beschimpft, sodass dieser Suizid beging, gilt er als für dessen Tod mitverantwortlich. Hintergrund sei hierbei, laut Norbert Richard Adami, dass die Ainu-Ethik primär auf die Förderung von Harmonie und Solidarität zwischen Einzelnem und Gemeinschaft ausgerichtet ist, was mit einem erheblichen sozialen Druck einhergehe, „Meinungsverschiedenheiten möglichst gütlich beizulegen“, worin sich die Ainu-Kultur von der Westlichen, „mit ihrer sehr viel geringer entwickelten Soldarität“, unterscheide.

## Juristische Bewertung

### Historisch
In der Rechtswissenschaft zeichneten sich vereinzelte Forderungen zur Liberalisierung des Suizids ab, dessen Ausführung in vielen Gebieten Europas bis in das beginnende 19. Jahrhundert hinein weiterhin als Straftatbestand geahndet wurde. So machte der Strafrechtsreformer und wichtige Ideengeber Cesare Beccaria in seinen Ausführungen deutlich, dass der Suizid keiner Bestrafung unterzogen werden solle, „weil sie nur auf einen kalten und leblosen Leichnam oder auf Unschuldige fallen kann.“

### Deutschland

#### Verfassungsrecht
In Deutschland bildet den äußeren Rahmen für die rechtliche Bewertung der Suizidproblematik das Grundgesetz.
Unveränderbare Richtschnur hierfür ist die Unantastbarkeit der Menschenwürde nach Art. 1 GG. Geschützt ist sie nach heutiger Auffassung in der Gestalt, wie der einzelne Mensch sich in seiner Individualität begreift und sich seiner selbst bewusst wird.
Hieraus wird abgeleitet, die Unantastbarkeit der Menschenwürde schütze den Einzelnen auch davor, zum Objekt von Menschenwürdedefinitionen anderer zu werden.
Ihre Konkretisierung erfährt die Unantastbarkeit der Menschenwürde insbesondere im Recht auf freie Entfaltung der Persönlichkeit, soweit diese nicht Rechte anderer verletzt oder gegen die verfassungsmäßige Ordnung oder das Sittengesetz verstößt (Art. 2 GG).
Dieses Grundrecht umfasst nach gegenwärtiger Ansicht die Freiheit, lebensverlängernde oder gesundheitserhaltende Maßnahmen abzulehnen.
Uneinigkeit besteht, inwieweit die Ausübung dieses Freiheitsrechts gegen das Sittengesetz verstößt. Religiös fundierte Wertsetzungen können für die Klärung dieser Frage nicht maßgebend sein. Sie dürfen zwar durch die Religionsfreiheit in Deutschland (Art. 4 GG) vom Einzelnen gelebt, anderen aber nicht gegen ihren Willen aufgezwungen werden.
Entsprechendes gilt für Wertsetzungen, die aus philosophisch-weltanschaulichen Systemen abgeleitet sind, denn keines von ihnen kann beanspruchen, allgemeingültig zu sein.
Der Philosophie Kants folgend, der der Begriff des Sittengesetzes entlehnt ist, verbinden sich denn auch damit keine bestimmten materiellen Bewertungen, sondern eine Prüfung der Frage, inwieweit das Handeln des Einzelnen Maßstab für eine allgemeine Gesetzgebung sein könnte (Kategorischer Imperativ).

#### Strafrecht
Der Suizid und dessen Versuch sind nach dem Recht Deutschlands straffrei, da die §§ 211 folgende StGB die Tötung eines anderen Menschen voraussetzen. Ebenso straffrei ist die Teilnahme an dem Suizid eines vollverantwortlich Handelnden, also Anstiftung oder Beihilfe, da es dafür an einer teilnahmefähigen vorsätzlichen rechtswidrigen Haupttat fehlt. Strafbar ist dagegen die Tötung auf Verlangen (§ 216 Abs. 1 StGB).
Allerdings kommt eine Strafbarkeit von Handlungen eines anderen als Totschlag bzw. Mord (des Suizidenten) in mittelbarer Täterschaft (§ 25 Abs. 1 Alt. 2 StGB) in Betracht. Dies setzt zunächst voraus, dass derjenige, der allein oder unter Mitwirkung eines Dritten Hand an sich legt, nicht freiverantwortlich handelt. Die freie Verantwortlichkeit hängt nach dem Bundesgerichtshof „davon ab, ob der Suizident über die natürliche Einsichts- und Urteilsfähigkeit verfügt und fähig ist, seine Entscheidung autonom und auf der Grundlage einer realitätsbezogenen Abwägung der für und gegen die Lebensbeendigung sprechenden Umstände zu treffen“. Diese Einsichts- und Urteilsfähigkeit könne aufgrund akuter psychischer Störungen, intoxikationsbedingter Defizite oder bei fehlender Verstandesreife eines Minderjährigen fehlen. „An einer freiverantwortlichen Suizidentscheidung kann es […] auch infolge der Ausübung von Zwang, Drohung oder Täuschung und aufgrund sonstiger Formen unzulässiger Einflussnahme fehlen, sofern diese geeignet sind, eine reflektierende, abwägende Entscheidung orientiert am eigenen Selbstbild zu verhindern oder wesentlich zu beeinträchtigen“.
Täter des Tötungsdeliktes ist dann der Einfluss nehmende Hintermann, falls er das Geschehen auch durch sein Verhalten maßgeblich beherrscht (Tatherrschaft). Ein Lehrbuchbeispiel für einen solchen Tatverlauf ist der Siriusfall.
Wer aufgrund einer Garantenpflicht verpflichtet ist (z. B. Angehörige, Ärzte etc.), eine Selbsttötung zu verhindern, kann wegen Totschlags (oder ggf. Mordes) durch Unterlassen bestraft werden, wenn er die gebotene Rettungshandlung unterlässt. Der Gehilfe, aber auch jeder zufällige Zeuge des Geschehens kann ferner, wenn er keine Hilfe leistet, nachdem der Suizident die Tatherrschaft verloren hat (z. B. weil er bewusstlos ist), wegen unterlassener Hilfeleistung nach § 323c StGB bestraft werden. In der Vergangenheit wurde nämlich vom Bundesgerichtshof die Meinung vertreten, dass das Auffinden eines bewusstlosen, aber noch nicht verstorbenen Suizidenten einen Unglücksfall im Sinne des § 323c StGB darstelle. Dies ist in der Strafrechtswissenschaft umstritten und wird vor allem mit dem Argument abgelehnt, dass ein frei verantwortlicher Bilanzsuizid kein Unglücksfall, sondern Ausdruck des Selbstbestimmungsrechts des Einzelnen sei. Dagegen wird vor allem eingewendet, dass hinzukommende Personen (Rettungsdienst, Notarzt, Angehörige) in dieser Situation meist nicht zuverlässig überprüfen können, ob es sich wirklich um einen frei verantwortlichen Suizid handelt. Im Übrigen kann auch die gesamte Situation eines Suizidalen so interpretiert werden, dass eine Hilfe grundsätzlich erforderlich ist, also bereits zum Beispiel ein Alleinlassen einer möglicherweise suizidalen Person eine unterlassene Hilfeleistung ist.
Allerdings kann die allgemeine Hilfeleistungspflicht in Konkurrenz zu einer bestehenden Patientenverfügung und zum Selbstbestimmungsrecht treten. Sterbehilfe als Tötungsdelikt, im Gegensatz zur Sterbebegleitung als auftragsgemäßes, palliativmedizinisches Handeln des Arztes, muss auch ethischen Begründungen standhalten. Eine (ärztliche) Versorgung des Suizidenten kann sich als Körperverletzung darstellen, wenn sie nicht durch einen Notstand oder die Geschäftsführung ohne Auftrag gerechtfertigt ist (siehe auch: Arzthaftung). So sind Ärzte nicht verpflichtet, Patienten nach einem Suizidversuch gegen deren Willen das Leben zu retten. In der Praxis werden im Falle eines akuten Suizides in aller Regel sämtliche noch erfolgversprechenden lebensrettenden Maßnahmen durchgeführt, da das Vorhandensein oder die Wirksamkeit einer Patientenverfügung in der gebotenen Eile kaum geprüft werden können.

#### Reformbestrebungen im Strafrecht
Die Verfassung eröffnet Spielräume, dem Selbstbestimmungsrecht des Menschen auch über die Beendigung seines Lebens größere Akzeptanz entgegenzubringen. Dies ist in den letzten Jahrzehnten auf Gesetzesebene wiederholt, bisher aber ohne Erfolg versucht worden. Hervorzuheben sind zwei, von Juristen und Medizinern erarbeitete Reformvorschläge aus den Jahren 1986 und 2005. Über eine gesetzliche Fixierung von heute bereits weitgehend tolerierten Verfahrensweisen der Einstellung medizinischer Behandlungen bei Kranken (sogenannte passive Sterbehilfe) hinaus soll diese auch für Suizidenten gelten. Im Falle der Beihilfe zu einer auf ernstlicher Entscheidung beruhenden Selbsttötung Volljähriger soll sich nicht mehr strafbar machen, wer die Rettung des darüber bewusstlos gewordenen Suizidenten unterlässt. Schließlich wird behutsam für Ärzte eine Möglichkeit zu aktiver Sterbehilfe eines tödlich Kranken eröffnet nach Ausschöpfung aller therapeutischen Möglichkeiten zur Abwendung eines unerträglichen und unheilbaren Leidens. Diese Vorschläge haben die volle Zustimmung des Deutschen Juristentages 2006 gefunden.
Ab 10. Dezember 2015 war die geschäftsmäßige Förderung der Selbsttötung strafbar (§ 217 StGB). Allerdings erklärte das Bundesverfassungsgericht diese Bestimmung wegen des Verstoßes gegen das allgemeine Persönlichkeitsrecht am 26. Februar 2020 für verfassungswidrig. Eine gesetzliche Neuregelung scheiterte im Bundestag am 6. Juli 2023.

#### Psychisch-Kranken-Gesetze
Wer Selbsttötung androht oder ankündigt, muss damit rechnen, wegen erheblicher Selbstgefährdung in eine psychiatrische Klinik zwangseingewiesen und behandelt zu werden. Rechtsgrundlage sind dabei die Psychisch-Kranken-Gesetze der Bundesländer. Rechtliche Voraussetzung für diesen schwerwiegenden Eingriff in die Grundrechte ist, dass diese Selbstgefährdung auf einem als psychische Krankheit eingestuften Zustand beruht.

#### Versicherungsrecht
Nach deutschem Recht zahlt eine Lebensversicherung auch bei Suizid, wenn die Tat im Zustand der Unzurechnungsfähigkeit begangen worden ist (§ 161 VVG) oder seit Versicherungsbeginn mehr als drei Jahre vergangen sind. Diese Frist kann durch eine Einzelvereinbarung erhöht werden. In allen anderen Fällen wird nur der Rückkaufswert inkl. Überschussanteile erstattet. Die Versicherer sind hierdurch insbesondere gegenüber Personen abgesichert, deren Selbsttötungsabsicht bei Abschluss des Versicherungsvertrages bereits feststeht und die auf Kosten der Versichertengemeinschaft für ihre Hinterbliebenen sorgen wollen. Näheres ist in der Regel in den Allgemeinen Lebensversicherungsbedingungen ausgeführt.
Im bis zum 31. Dezember 2007 geltenden Versicherungsvertragsgesetz wurde bei Suizid nur gezahlt, wenn Unzurechnungsfähigkeit vorlag. Zugunsten des Versicherungsnehmers kann von den Regeln abgewichen werden.

### Österreich
Auch in Österreich ist der Suizid straffrei; im Gegensatz zu Deutschland wurde der Mord von der Selbsttötung im Strafrecht (§ 75 Strafgesetzbuch) ausdrücklich abgegrenzt. Strafbar sind jedoch die Tötung auf Verlangen (§ 77 StGB) und, unter bestimmten Voraussetzungen (vgl. unten), die „Mitwirkung an der Selbsttötung“ (§ 78 StGB), die mit Freiheitsstrafe von sechs Monaten bis zu fünf Jahren geahndet werden. Tötung auf Verlangen liegt vor, wenn die Handlung, die unmittelbar den Tod eines anderen herbeiführt, auf dessen ausdrückliches und ernstliches Verlangen vom Täter selbst unternommen wird. „Mitwirkung an der Selbsttötung“ hat zur Voraussetzung, dass der Täter einen anderen dazu verleitet, die Handlung, die unmittelbar dessen Tod herbeiführen soll, selbst zu unternehmen, oder dass er die Unternehmung einer solchen Handlung auf irgendeine Weise ermöglicht oder erleichtert. Die „Mitwirkung an der Selbsttötung“ kann auch durch psychische bzw. moralische Unterstützung erfolgen.
Aktive Sterbehilfe fällt entweder unter den Tatbestand des Mordes (§ 75 StGB), der Tötung auf Verlangen (§ 77 StGB) oder, unter bestimmten Voraussetzungen (vgl. unten), der „Mitwirkung an der Selbsttötung“ (§ 78 StGB). Nicht strafbar ist hingegen die passive Sterbehilfe, der Verzicht auf lebensverlängernde Maßnahmen beim Sterben, wenn ein Patient dies aktuell wünscht oder diesen Wunsch im Vorhinein mit einer gültigen Patientenverfügung zum Ausdruck gebracht hat (siehe Patientenverfügungs-Gesetz). Erlaubt ist auch die aktive indirekte Sterbehilfe, worunter man medizinische Maßnahmen versteht, die das Leiden eines Menschen unter Einsatz aller helfenden Mittel lindern, auch wenn dadurch möglicherweise der Sterbeprozess verkürzt wird.
Vorsätzliches Gewährenlassen einer Selbsttötung fällt nur demjenigen als „Mitwirkung an der Selbsttötung“ (§ 78 StGB) zur Last, der von Rechts wegen zum hindernden Eingreifen besonders verpflichtet ist (z. B. Angehörige, Ärzte usw.). Wer es ansonsten unterlässt, einem Verletzten die zu seiner Rettung aus der Gefahr des Todes oder einer beträchtlichen Körperverletzung oder Gesundheitsschädigung offensichtlich erforderliche Hilfe zu leisten, erfüllt den Tatbestand der Unterlassung der Hilfeleistung (§ 95 StGB).
Laut OGH-Erkenntnis (OGH 14O s 158/99) fehlt es einem Unmündigen an der nötigen Reife, die ganze Tragweite seines Selbsttötungsentschlusses erfassen und sein Verhalten dieser Einsicht entsprechend steuern zu können. Mangels eines einem Unmündigen zurechenbaren ernst zu nehmenden Sterbewillens ist daher eine ihm bei der Selbsttötung geleistete Hilfe nicht als „Mitwirkung an der Selbsttötung“ (§ 78 StGB), sondern als Mord (§ 75 StGB) zu beurteilen.
Infolge eines Urteils des Verfassungsgerichtshofs wurde zum 1. Jänner 2022 die Strafbarkeit der „Mitwirkung an der Selbsttötung“ (§ 78 StGB) stark eingeschränkt.

### Schweiz
Das schweizerische Bundesgericht hat in einem Urteil vom 3. November 2006 (BGE 133 I 58) den Suizid neu als ein Menschenrecht formuliert: „Zum Selbstbestimmungsrecht im Sinne von Artikel 8 EMRK (sc. Europäische Menschenrechtskonvention) gehört auch das Recht, über Art und Zeitpunkt der Beendigung des eigenen Lebens zu entscheiden; dies zumindest, soweit der Betroffene in der Lage ist, seinen entsprechenden Willen frei zu bilden und danach zu handeln“.
Das schweizerische Strafrecht bestraft lediglich Personen, die aus selbstsüchtigen Beweggründen jemanden zum Suizid verleiten oder ihm Hilfe dabei leisten, sowohl bei vollendeter Tat als auch beim Versuch, mit maximal 5 Jahren Gefängnis. Diese Formulierung ermöglicht in der Praxis eine große Grauzone für die Sterbehilfe. Damit gehört die Schweiz zu den liberalsten Ländern in dieser Hinsicht. In der Schweiz ansässige Organisationen wie Exit und Dignitas bieten ihren Mitgliedern für geringen finanziellen Aufwand Sterbehilfe an. Dies macht die Schweiz weltweit zu einem Anlaufpunkt für sogenannte „Sterbetouristen“. Im Jahr 2016 beendeten 928 Personen mit Hilfe von Exit ihr Leben. Bestrebungen, die Kriterien zu verschärfen und Sterbehilfe gesetzlich anders zu regeln, sind vom schweizerischen Bundesrat am 29. Juni 2011 aufgegeben worden mit der Begründung, die allgemeinen Gesetze seien ausreichend, um allfällige Missbräuche bekämpfen zu können.

### Großbritannien und Nordirland
Im Vereinigten Königreich war Suizid bis 1961 eine Straftat. Die Strafbarkeit gründete sich auf den Umstand, dass die Krone durch den Suizid einen Untertan verliert.

## Rezeption

### Film
- Der deutsche Film Die Sünderin (Hauptrolle: Hildegard Knef; Erstaufführung Januar 1951) war in den 1950er Jahren Objekt von Kritik und moralischer Entrüstung: zum einen, weil die Hauptdarstellerin (sie spielte eine Prostituierte namens Marina, die ihrem todkranken Geliebten nackt Modell liegt) wenige Sekunden nackt zu sehen war; zum anderen, weil er die Themen Sterbehilfe und Suizid thematisiert: Marina leistet dem erblindeten Geliebten mit Schlaftabletten Sterbehilfe und tötet sich anschließend selbst. Suizid wurde in den katholischen wie den evangelischen Kirchen lange als schwere Sünde eingestuft, teils gestützt auf das Gebot „Du sollst nicht töten“ (Ex 20,13 EU). Den Suizid der Marina kann man rezipieren als „Tod als Ausweg“ oder „Tod als gangbarer Weg“; ebenso als Gesellschaftskritik: „die Gesellschaft tabuisiert bzw. verdammt Sterbehilfe so sehr, dass demjenigen, der altruistisch Sterbehilfe geleistet hat, praktisch nur Suizid oder Auswanderung bleiben, um der ihm bevorstehenden gesellschaftlichen Ächtung zu entgehen“.
- 1989 zeigte Michael Haneke in seinem auf einem authentischen Fall beruhenden Debüt-Kinofilm, Der siebente Kontinent, zwei Eltern, die sich und ihr Kind töten, und das Premierenpublikum in Buh- und Bravo-Rufer spaltete.
- Das Meer in mir (2004, Originaltitel: Mar Adentro). Auf einer wahren Begebenheit beruhender Film über den galicischen Seemann Ramón Sampedro, der infolge eines Badeunfalls in jungen Jahren eine Form der Querschnittslähmung (Tetraplegie) erleidet und in seinem Leben fortan keinen Sinn mehr sieht. Der Film begleitet ihn bei seinem verzweifelten, aber am Ende vergeblichen Kampf für das Recht auf aktive Sterbehilfe. Mit Unterstützung einer Freundin nimmt sich Sampedro schließlich das Leben.
- A Single Man (2009, Ein alleinstehender Mann). Der Film spielt im Los Angeles des Jahres 1962. Ein alternder homosexueller Literaturprofessor, der um seinen langjährigen Partner trauert, der bei einem Unfall starb, bereitet seinen Suizid vor.
- The Virgin Suicides (1999, dt. Untertitel Das Geheimnis ihres Todes, Regie: Sofia Coppola): Die Familie Lisbon lebt in den 1970er Jahren in einem kleinen Vorstadthaus mit ihren fünf streng behüteten Töchtern Cecilia (13), Lux (14), Bonnie (15), Mary (16) und Therese (17). Der Film beginnt mit einem Suizidversuch der Dreizehnjährigen; beim zweiten Versuch stirbt sie. Danach verschärfen die strenggläubigen Eltern die Regeln im Haus drastisch. Eines Nachts sterben alle anderen vier Schwestern ebenfalls durch Suizid. Die Eltern ziehen weg; die Nachbarn wenden sich bald wieder ihrem Alltag zu. Nur die Nachbarsjungen, allesamt verliebt in eine der Töchter, fragen sich noch jahrelang, wie es zu den Selbsttötungen kommen konnte.
- Thread of Lies (2014, Regie: Lee Han). Nach dem Tod ihrer 14-jährigen Schwester stößt Man-ji auf die Gründe ihres Todes und erfährt, dass sie von ihren Mitschülern gemobbt wurde.
- Ein Lied von Liebe und Tod – Gloomy Sunday (1999). Im Budapest der 1930er und 1940er Jahre: eine Dreiecksbeziehung zwischen einer Kellnerin, einem Restaurantbesitzer einem Pianisten. Das Lied Gloomy Sunday zieht sich als roter Faden durch den Film. Das 1933 komponierte Lied wurde in den 1930er Jahren als melancholisches „Lied der Selbstmörder“ bekannt und durch den Film ab 1999 wieder bekannt, in deutschsprachigen Ländern unter dem Titel Das Lied vom traurigen Sonntag.
- Kurt Früh: Dällebach Kari (1970)

## Verwandte Themen
Suizidprävention:
- Telefonseelsorge, Telefonseelsorge Deutschland (kirchlich)
- Nummer gegen Kummer (eingetragener Verein, konfessionslos)
- Deutsche Gesellschaft für Suizidprävention
- Deutsche Depressionshilfe
- Die Arche (Beratungsstelle), (Träger: Deutscher Paritätischer Wohlfahrtsverband)
- Freunde fürs Leben (Verein)
- Welt-Suizid-Präventionstag

Suizidarten:
- Suizid durch Kohlenmonoxidvergiftung
- Suizid durch Vergiftung mit Medikamenten
- Suizid im Straßenverkehr
- Suizid durch Schusswaffen
- Schienensuizid
- Suizid durch Erhängen
- Suizid durch Sprung aus der Höhe
- Suizid durch Erfrieren
- Selbstverbrennung
- Pilotensuizid
- Massensuizid
- Suicide by cop („Suizid durch einen Polizisten“)
- Assistierter Suizid
- Seppuku (japanisch), ritualisierter männlicher Suizid (umgangssprachlich: Harakiri)
- Shinjū (japanisch), gemeinsamer Suizid zweier Liebender

### Bibliographien, Textsammlungen
- Hans Rost: Bibliographie des Selbstmordes. Verlag Roderer, Regensburg 1992, ISBN 3-89073-343-3 (Repr. d. Ausg. Augsburg 1927).
- Suizid-Bibliothek. 1.000 Werke aus den Jahren 1578 bis 1945. (ca. 100.000 Seiten auf 1500 Mikrofiches). Harald Fischer Verlag, Erlangen 2005, ISBN 3-89131-463-9.

### Monographien
- Jean Améry: Hand an sich legen. Diskurs über den Freitod. (Werke; 3). Klett-Cotta, Stuttgart 2005, ISBN 3-608-93563-0.
- Andreas Bähr (Hrsg.): Sterben von eigener Hand. Selbsttötung als kulturelle Praxis. Böhlau, Köln 2005, ISBN 3-412-18405-5.
- Paul B. Baltes u. a.: Schwerpunkt Selbstbestimmtes Sterben. (Aufklärung und Kritik/Sonderheft; 11). Gesellschaft für kritische Philosophie, Nürnberg 2006, ISSN 0945-6627.
- Emmanuel Bauer u. a.: Wenn das Leben unerträglich wird. Suizid als philosophische und pastorale Herausforderung (= Forum Systematik. Band 40). Kohlhammer, Stuttgart 2011, ISBN 978-3-17-021413-2.
- Ursula Baumann: Vom Recht auf den eigenen Tod. Die Geschichte des Suizids vom 18. bis zum 20. Jahrhundert. Böhlau, Weimar 2001, ISBN 3-7400-1180-7.
- Thomas Bronisch: Der Suizid. Ursachen, Warnsignale, Prävention. C. H. Beck, München 2007, ISBN 978-3-406-55967-9.
- Claude Guillon, Yves LeBonniec: Gebrauchsanleitung zum Selbstmord. Eine Streitschrift für das Recht auf einen frei bestimmten Tod. Robinson-Verlag, Frankfurt am Main 1982, ISBN 3-88592-032-8.
- Thomas Haenel: Amok und Kollektivsuizid. Selbsttötung als Gruppenphänomen. Verlag NZZ Libro, Zürich 2012, ISBN 978-3-03823-773-0.
- Arno Herberth, Thomas Niederkrotenthaler und Benedikt Till (Hrsg.): Suizidalität in den Medien. Interdisziplinäre Betrachtungen. Suicidality in the Media. Interdisciplinary Contributions. Lit-Verlag, Münster/Wien 2008, ISBN 978-3-8258-1641-4.
- Kay Redfield Jamison: Wenn es dunkel wird. Zum Verständnis des Selbstmordes. BTV, Berliner Taschenbuch Verlag, Berlin 2002, ISBN 3-8333-0232-1.
- Wilhelm Kamlah: Meditatio Mortis. Kann man den Tod verstehen und gibt es ein Recht auf den eigenen Tod? Klett Verlag, Stuttgart 1976.
- Heike Knebel, Nathalie Klüver: Reflexionen – Suizidprävention bei Kindern und Jugendlichen. Kilian-Andersen-Verlag, Ratekau 2010, ISBN 978-3-9813623-0-5.
- Paul-Ludwig Landsberg: Das moralische Problem des Selbstmords. Aus dem Französischen von Eva Moldenhauer. Herausgegeben von Eduard Zwierlein. Mit einem Essay von Wilhelm Kamlah. Verlag Matthes und Seitz, Berlin 2012, ISBN 978-3-88221-978-4.
- Edouard Levé: Selbstmord. Verlag Matthes und Seitz, Berlin 2012, ISBN 978-3-88221-591-5.
- Manfred von Lewinski: Ausharren oder gehen? Für und wider die Freiheit zum Tode. Olzog, München 2008, ISBN 978-3-7892-8254-6.
- Realino Marra: Suicidio, diritto e anomia. Immagini della morte volontaria nella civiltà occidentale. Edizioni Scientifiche Italiane, Napoli 1987.
- Georges Minois: Geschichte des Selbstmords. Artemis & Winkler, Düsseldorf 1996, ISBN 3-538-07041-5.
- Susanne Niemz: Sozialverträgliches Sterben. Die Debatte um assistierten Suizid und Sterbehilfe. S. Roderer, Regensburg 2010, ISBN 978-3-89783-701-0.
- Hermann Pohlmeier: Selbstmordverhütung. Zur Ethik von Selbstbestimmung und Fremdbestimmung. (= Medizinethische Materialien. 96). Zentrum für medizinische Ethik, Bochum 1994, ISBN 3-927855-74-X.
- Sebastian Scherr: Depression – Medien – Suizid. Zur empirischen Relevanz von Depressionen und Medien für die Suizidalität. Springer/VS, Wiesbaden 2015, ISBN 978-3-658-11161-8. (Zugleich phil. Diss., Univ. München 2015)
- Geo Stone: Suicide and attempted suicide. Methods and consequences. Carroll & Graf, New York 2001, ISBN 0-7867-0940-5.
- Anne Waak: Der freie Tod. Eine kleine Geschichte des Suizids. Aufbau Verlag, Berlin 2017, ISBN 978-3-351-05034-4.
- Roger Willemsen: Der Selbstmord. Briefe, Manifeste, literarische Texte. Kiepenheuer & Witsch, Köln 2002, ISBN 3-462-03169-4.
- Hans Wedler: Suizid kontrovers. Wahrnehmungen in Medizin und Gesellschaft. Kohlhammer, Stuttgart 2016, ISBN 978-3-17-031046-9.
- Mark Williams: Suicide and attempted suicide. Understanding the cry of pain. Penguin Books, London 2001, ISBN 0-14-100561-0.
- Suizid und Suizidprävention in der Schweiz. Bundesamt für Gesundheit, Bern 2005. (online (Memento vom 15. Januar 2013 im Internet Archive))
- Thomas Macho: Das Leben nehmen. Suizid in der Moderne. Suhrkamp, Berlin 2017.

### Aufsätze
- V. Ajdacic-Gross u. a.: Methods of suicide: international suicide patterns derived from the WHO mortality database. In: Bulletin of the World Health Organization. Jg. 86, Nr. 9, September 2008, S. 657–736.
- Hubertus Busche: Darf man sich selbst töten? Die klassischen Argumente bei Thomas von Aquin und David Hume. In: Philosophisches Jahrbuch. Jg. 111, 2004, S. 62–89.
- Heidrun Bründel: Suizid im Jugendalter. In: Jürgen Raithel (Hrsg.): Risikoverhaltensweisen Jugendlicher. Formen, Erklärungen, Prävention. Opladen 2001.
- Paul Geiger: Die Behandlung der Selbstmörder im deutschen Brauch. In: Schweizerisches Archiv für Volkskunde. Jg. 26, 1925, S. 145–170.
- Udo Grashoff: Die hohe Selbsttötungsrate der DDR – Folge langfristiger mentaler Prägungen oder politischer Repression? In: Heiner Timmermann (Hg.): Historische Erinnerung im Wandel. Neuere Forschungen zur deutschen Zeitgeschichte unter besonderer Berücksichtigung der DDR-Forschung, Münster 2006, S. 250–264.
- Franz-Josef Hücker: Politische Suizidologie. Mythen, Fakten und Prävention. In: Sozial Extra 6 2017, 41. Jg. (VS Verlag, Springer Fachmedien DE, Wiesbaden), S. 53–58.
- Franz-Josef Hücker: „Erweiterter Suizid“ am Kiepenkerl. Kategorisierung, Biographische Rekonstruktion (Psychologische Autopsie), Suizidprophylaxe. In: Suizidprophylaxe – Theorie und Praxis Nr. 175, Heft 4, 2018, 45. Jg. (S. Roderer Verlag Regensburg), S. 141–146 (PDF; 140 KB (PDF; 140 kB) ).
- Clinton E. Rhyne u. a.: Dimensions of suicide. Perceptions of lethality, time and agony. In: Suicide and Life-Threatening Behavior. Jg. 25, 1995, Heft 3.
- Dirk Richter u. a.: Suizide im sozialen Kontext des Wohnumfeldes: Eine ökologische Analyse in einer deutschen Großstadt. (Dortmund) In: Psychiatrische Praxis. Jg. 37, 2009, S. 137–141.
- Ferdinand Tönnies: Der Selbstmord von Maennern in Preussen. [1932]. In: Ferdinand Tönnies Gesamtausgabe. Band 22, Berlin/New York 1998, S. 357–380.
- Frank van Tubergen, Wout Ultee: Political integration, war and suicide. In: International Sociology. Jg. 21, 2006, Heft 2, S. 221–236. (Eine empirische Prüfung der soziologischen Selbstmordtheorie Émile Durkheims)
- Jeffrey R. Watt (Hrsg.): From Sin to Insanity. Suicide in Early Modern Europe. Cornell University Press, Ithaca/USA 2004, ISBN 978-0-8014-4278-0.
- Ludwig A. Minelli: Vom Tabu zum Menschenrecht/Maßgeblicher Beitrag der Schweiz zu dieser Entwicklung/Doch Deutschland ist einstweilen noch rückständig. In: Aufklärung und Kritik. 3/2020, S. 7–24, und 4/2020, S. 73–88, ISSN 0945-6627.

### Artikel aus Nachschlagewerken
- Theodor Thalheim: Selbstmord. In: Paulys Realencyclopädie der classischen Altertumswissenschaft (RE). Band II A,1, Stuttgart 1921, Sp. 1134 f. (zum Suizid in der Antike).
- Karl Hoheisel, Frank-Michael Kuhlemann, Thomas K. Kuhn, Ebo Aebischer-Crettol, Martin Honecker: Suizid: I. Religionswissenschaftlich, II. Kirchengeschichtlich, III. Kirchliche Praxis und Stellungnahmen, IV. Praktisch-theologisch, V. Ethisch. In: Religion in Geschichte und Gegenwart (RGG). 4. Auflage. Band 7, Mohr-Siebeck, Tübingen 2004, Sp. 1850–1858.